# 스페인 축구 국가대표팀
스페인 축구 국가대표팀(스페인어: Selección de fútbol de España)은 스페인을 대표로 국제 축구 경기에 참가하는 팀이며, 스페인의 축구 행정기관인 스페인 왕립 축구 협회가 관리한다. 
스페인 대표팀은 흔히 La Roja ("빨강"), La Furia Roja ("붉은 분노"), La Furia Española ("스페인의 분노"), 혹은 단순하게 La Furia ("분노") 로 불린다. 스페인은 축구 협회가 처음 창립된 것은 1909년이지만 FIFA에 먼저 가맹한 것은 이보다 5년 전인 1904년이었고 스페인 국가대표팀이 창설된 건 1920년이었다. FIFA 월드컵 본선에는 16번 참가하였고 UEFA 유럽 축구 선수권 대회 본선에는 12번 참가하였으며 성인 대표팀과 청소년 대표팀을 통틀어 총 74개의 국제대회 타이틀을 보유하고 있다. 스페인은 UEFA 유로 2008, 2010년 FIFA 월드컵 그리고 UEFA 유로 2012까지 연이어 우승을 차지하면서 세계와 유럽 메이저 대회 3연속 우승을 거둔 최초의 팀이다. 현재 스페인 국가대표팀은 Elo 랭킹 6위이며, 2014년 6월까지 FIFA 랭킹 1위였다. 스페인은 29번의 연속된 주요 경기에서 단 한번도 패하지 않으며 최다 경기 연속 무패 기록도 가지고 있다. 이 업적의 달성은 다수의 해설가, 전문가, 그리고 전직 선수들로부터 현재의 스페인 국가대표팀을 축구 역사상 가장 강력한 팀으로 평가하게 하였다.

## 역사

### 시작과 초기의 성공
스페인 축구 국가대표팀은 1920년에 처음 창설되었는데, 그 목적은 스페인을 대표로 하여 그해 벨기에 안트베르펜에 열린 하계 올림픽에 참여하는 것이었다.
스페인은 많은 기대를 모은 데뷔전을 1920년 8월 28일에 덴마크 (이전 두 차례의 올림픽에서 은메달 획득)를 상대로 치렀다. 이 경기는 벨기에 브뤼셀의 스타드 조세프 마리앙에서 열렸다. 스페인은 이 경기에서 스페인 국가대표팀의 1호골을 득점한 파트리시오 아라볼라사의 결승골에 힘입어 1-0 승리를 거두었다. 이 경기로 스페인은 국가대항전을 치른 28번째 국가로 기록되었다. 그 다음 경기에서, 스페인은 홈팀 벨기에를 상대하였는데, 이번에는 1-3으로 완패하였다.
홈팀 벨기에는 체코 선수들이 결승전 경기 도중에 그라운드를 퇴장하여 실격하는 바람에 어부지리로 우승팀이 되었고, 그에 따라 스페인과 나머지 3팀은 순위 결정전을 통해 은메달과 동메달의 주인을 정하게 되었다. 첫 순위 결정전 상대는 스웨덴이었고, 스페인은 처음에 0-1로 끌려가다 2-1로 경기를 뒤집었다. 호세 마리아 벨라우스테와 도밍고 아세도는 이 경기에서 득점을 기록한 선수들이었다. 다음 상대는 이탈리아였다. 펠릭스 세수마가는 이 경기에서 홀로 두 번 이탈리아의 골네트를 가르며 스페인의 2-0 완승을 견인하였고, 이탈리아를 탈락시키며 스페인을 다음 라운드에 올려놓았다. (유로 2012 결승전까지, 스페인이 이탈리아를 상대로 승리를 거둔 때는 이때가 유일하다.) 다음 라운드에 진출한 팀들은 스페인, 네덜란드, 프랑스, 그리고 체코슬로바키아였다. 그러나 이 라운드는 프랑스가 불참하고 체코슬로바키아가 이미 실격되었기 때문에 네덜란드와 스페인만 참가하였다. 스페인은 펠릭스 세수마가의 2골과 피치치의 1골로 네덜란드에 3 - 1 완승을 거두었다. 그 결과, 스페인은 올림픽 은메달로 첫 국제대회에서 첫 입상을 하였다.
이 대회 은메달 주역들은 다음과 같다: 도밍고 고메스아세도, 파트리시오 아라볼라사, 마리아노 아라테, 후안 아르톨라, 호아킨 바스케스, 호세 마리아 벨라우스테, 사비노 빌바오, 라몬 에기아사발, 라몬 "몬초" 힐, 리카르도 사모라, 실베리오 이사기레, 라파엘 모레노 "피치치", 루이스 오테로, 프란시스코 파가사우르툰두아, 주제프 사미티에르, 아구스틴 산초, 펠릭스 세수마가, 그리고 페드로 바야나와 당시 감독이었던 파코 브루가 그들이었다.
이 대회에서 스페인 국가대표팀은 큰 성공을 거두었으나, 이 성공을 다시 거두기 위해 오랜 기간을 기다려야 했다.

### 1950년대
스페인 내전과 제2차 세계 대전은 스페인이 1934년 FIFA 월드컵과 1950년 FIFA 월드컵 예선전 사이의 모든 국제경기에 참가하지 못하도록 발목을 잡았다. 1950년 월드컵 예선전에서 이베리아 라이벌인 포르투갈을 상대하였는데, 5 - 1 승리와 2 - 2 무승부를 거두었고, 포르투갈은 후에 초대받았으나 나중에 거절하였다. 브라질에서 열린 본선 조별리그에서, 스페인은 잉글랜드, 칠레, 그리고 미국을 모두 격파하고 결승 리그에 진출하였다. 이 대회는 FIFA 월드컵 역사상 유일하게 우승팀이 단일 경기가 아닌 리그 형식으로 결정된 대회였다. 이 결승 리그전에는 조별 리그의 각 조에서 1위를 거둔 4팀이 참가하였다. 여기에 우루과이, 브라질, 스웨덴과 스페인이 참가하였다. 스페인은 이 결승 리그에서 단 1승도 건지지 못하였고 (1무 2패) 4위로 대회를 마감하였다. 2010년에 FIFA 월드컵 결승전에 진출해 우승하기 전까지 이는 스페인 역사상 최고의 FIFA 월드컵 성적이었고, 이에 따라 스페인은 "저성취자"라는 꼬리표가 늘 붙어다녔었다.
아르헨티나계 프랑스인 감독 엘레니오 에레라와 이탈리아인 수석코치 다니엘 뉼란의 지도 하에 스페인은 동면에서 헤어나와 1960년에 열린 초대 유러피언 네이션스컵 진출권을 손에 넣었다. 스페인은 폴란드를 합계 7 - 2로 꺾으며 8강에 진출하였다. 그러나, 스페인은 독재자 프란시스코 프랑코와 소련 사이의 정치적 불화로 인해 소련과의 8강전 경기를 포기하였다.
알프레도 디 스테파노가 이끄는 스페인 국가대표팀은 1962년 FIFA 월드컵 예선전에서 웨일스와의 두 경기에서 합계 3 - 2 승리를 거두고 UEFA-CAF의 대륙간 플레이오프에서 모로코에 두경기 합계 4 - 2로 승리하면서 본선 진출에 성공하였다.

### 1964년 유러피언 네이션스컵
스페인은 자국에서 열린 1964년 유러피언 네이션스컵에서 우승하며 첫 메이저 타이틀을 확보하였다. 스페인은 우승 후보 헝가리를 2 - 1로 꺾으며 결승전 진출을 하였고, 이전에 프란시스코 프랑코 장군이 4년 전에 경기를 거부했던 상대인 소련을 만났다. 스페인은 마드리드에서 열린 결승전에서 1 - 1로 팽팽한 균형을 이루는 가운데 마르셀리노의 84분 결승골로 2-1 신승을 거두었다. 이 우승 이후 스페인은 44년간 메이저 타이틀 획득에 실패하였다.

### 호세 산타마리아의 임기
1976년, 스페인은 1982년 FIFA 월드컵 개최국으로 확정되었다. 이 월드컵 대회는 월드컵 역사상 처음으로 24팀이 참가하였다. 호세 산타마리아 감독 체제하의 스페인 국가대표팀의 기회는 높았다. 1차 조별리그에서 스페인은 5조에 편성되었고, 본선 첫 라운드에서 온두라스와 1 - 1로 비기며 체면을 구겼고, 2차전에서 유고슬라비아에 2 - 1로 이기고, 북아일랜드에 0-1로 패하며 조 2위로 간신히 2차 조별리그에 진출하였다. 2차 조별리그에서 B조에 편성된 스페인은 서독에 1 - 2로 패하고 잉글랜드와 무득점으로 비기며 준결승전 진출에 실패하였고, 산타마리아 감독은 해임되었다.

### 미겔 무뇨스의 임기
이미 1969년에 국가대표팀의 임시감독직을 맡은 경험이 있는, 전 레알 마드리드 감독 미겔 무뇨스 감독이 국가대표팀 사령탑으로 복귀하였다. 스페인은 UEFA 유로 1984 예선 7조에서 네덜란드, 아일랜드, 아이슬란드, 그리고 몰타를 상대하였다. 스페인은 최종전에서 네덜란드를 넘어 조 선두를 가져가기 위해서 11골이 필요하였고, 전반전을 3 - 1로 마쳤다. 후반전에서 스페인은 결국 9골을 득점하는데 성공하였고, 최종전에서 12 - 1 승리를 거두며 조 1위를 차지하였다. 본선 토너먼트에서 스페인은 루마니아, 포르투갈, 서독과 함께 B조에 편성되었다. 루마니아, 포르투갈과 1 - 1로 처음 두 경기를 비긴 스페인은 서독을 1 - 0으로 이기고 조 1위로 준결승전에 진출하였다. 준결승전에서 스페인은 덴마크와 연장 끝에 1 - 1로 비긴 후, 승부차기에서 5 - 4로 승리하였다. 개최국이자 대회 우승후보인 프랑스를 만난 스페인은 전반전을 득점 없이 마감한 후, 0 - 2로 패하였다.
스페인은 스코틀랜드, 웨일스, 그리고 아이슬란드로 이루어진 1986년 FIFA 월드컵 예선 7조에서 조 1위로 본선에 진출하였다. 스페인은 조별 리그를 브라질에 0 - 1로 패하며 시작하였으나, 북아일랜드를 2 - 1로 알제리를 3 - 0으로 이기며 조 2위로 16강에 진출하였다. 16강에서 스페인은 처녀출전국 덴마크를 상대하였고, 이 경기에서 에밀리오 부트라게뇨가 무려 4골을 득점하며 8강행을 견인하였다. 그러나 벨기에와의 8강전에서는 1 - 1로 비긴 후, 승부차기에서 4 - 5로 패하였다.
무뇨스는 UEFA 유로 1988에도 감독직을 유지하였다. 이전의 두 대회와 마찬가지로, 스페인은 오스트리아, 루마니아, 그리고 알바니아와 같이 편성된 예선조에서 무난히 본선행을 확정지었다. 스페인은 A조에 편성되어 덴마크와의 1차전을 3-2로 승리하며 시작하였으나, 이어지는 이탈리아와 서독과의 나머지 조별리그 경기에서 0-1, 0-2로 패하며 조기 탈락하였다.

### 수아레스, 미에라의 임기
이탈리아에서 열린 1990년 FIFA 월드컵을 앞두고, 스페인은 루이스 수아레스를 새 국가대표팀 감독으로 내정하였다. 아일랜드, 헝가리, 북아일랜드, 몰타를 상대한 조별리그에서, 스페인은 좋은 페이스로 예선을 통과하였고, 조별리그에서 우루과이에 0-0으로 비긴 후, 대한민국과 벨기에에 각각 3-1, 2-1로 승리한 뒤 16강에 진출하였으나, 유고슬라비아에 1-2로 패하며 탈락하였다.
비센테 미에라의 스페인 국가대표팀은 프랑스와 체코슬로바키아에 밀려 조 3위를 기록하면서 UEFA 유로 1992 본선 진출에 실패하였다. 그러나, 비센테 미에라는 스페인을 바르셀로나에서 열린 1992년 하계 올림픽 금메달로 이끌었다.

### 하비에르 클레멘테의 임기

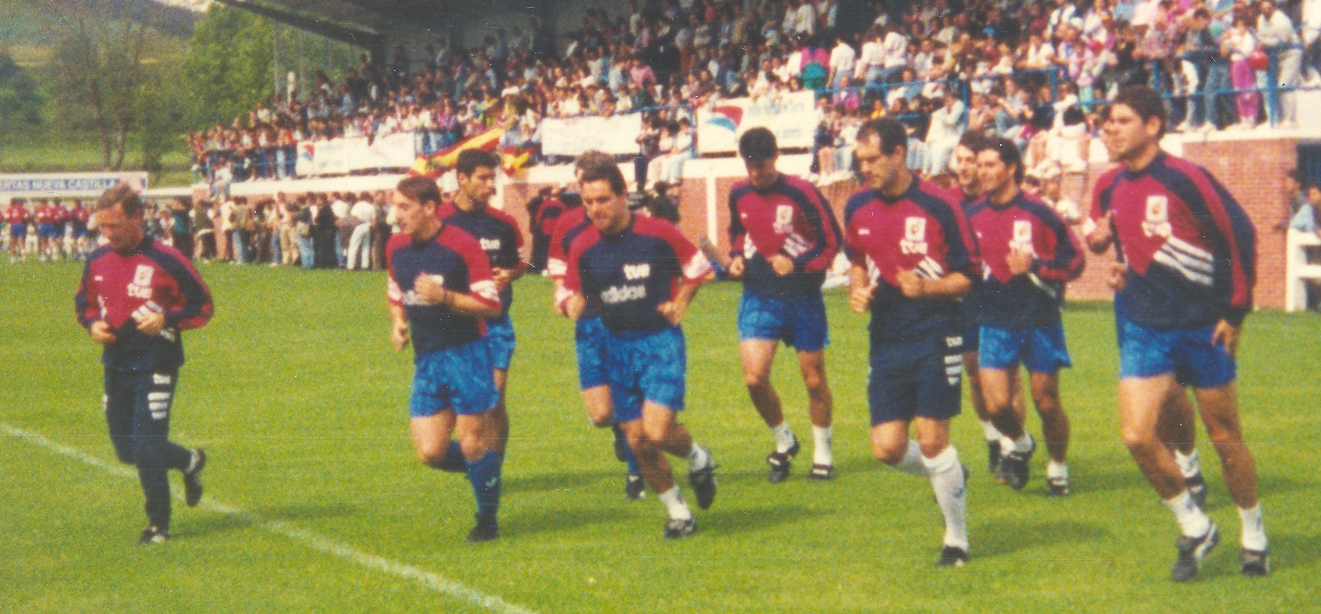
훈련에 임하는 하비에르 클레멘테와 스페인 국가대표팀

1992년, 하비에르 클레멘테가 스페인 국가대표팀 감독으로 부임하였고, 1994년 FIFA 월드컵 예선전에서 스페인 대표팀은 12전 8승 3무 1패의 결과를 냈다. 본선에서 스페인은 C조에 편성되어 대한민국과 독일에 각각 2 - 2, 1 - 1로 비기고, 볼리비아를 3 - 1로 꺾으며 16강 진출을 확정지었다. 16강에서는 스위스를 만나 3 - 0 완승을 거두었으나, 이탈리아와의 8강전에서는 논란의 여지를 남기고 1 - 2로 석패하였다.
스페인은 UEFA 유로 1996의 본선에 진출하였는데, 이 과정에서 덴마크, 벨기에, 키프로스, 마케도니아 공화국, 그리고 아르메니아를 제쳤다. 대회 본선에서 스페인은 불가리아, 프랑스, 루마니아와 함께 B조에 편성되었다. 불가리아, 프랑스에 두 차례 비긴 스페인은 루마니아에 2 - 1 승리를 거두며 8강 진출에 성공하였다. 8강에서 홈팀 잉글랜드를 상대하였으나, 연장까지 무득점으로 비긴 후, 승부차기에서 2 - 4로 패해 탈락하였다.
클레멘테 임기의 두번째 월드컵인 1998년 FIFA 월드컵에서, 스페인은 유고슬라비아, 체코와 한조에 속한 어려운 조에서 단 1패도 거두지 않고 본선에 진출하였다. 스페인은 월드컵 역사상 처음으로 본선에 32팀이 출전하는 월드컵의 본선에 다른 14개의 유럽팀과 함께 참가하였으나, 조별 리그에서 나이지리아에 패하고, 파라과이에 비기고, 불가리아와의 경기에서 1승에 그치며 16강 진출에 실패하였다. 특히, 마지막 3차전인 불가리아와의 경기에서 6 - 1로 대승을 거두었음에도 불구하고, 같은 시각에 2무를 기록한 파라과이가 2승을 기록한 나이지리아를 3 - 1로 이기는 바람에 16강 진출에 실패해서, 헛된 골잔치라는 비아냥을 듣기도 하였다.

### 호세 안토니오 카마초의 임기
UEFA 유로 2000 예선 1라운드에서 키프로스에게 2 - 3의 충격패를 당한 뒤, 클레멘테는 경질되었고, 그를 대신하여 호세 안토니오 카마초가 감독이 되었다. 스페인은 나머지 예선전 경기에서 모두 승리하며 본선 진출권을 손에 넣었다. C조에 속한 스페인은 노르웨이에 0 - 1로 덜미를 잡힌 뒤, 슬로베니아에 2 - 1, 유고슬라비아에 4 - 3으로 승리를 거두며 8강에서 1998년 FIFA 월드컵 우승팀인 프랑스를 맞이하였으나, 이 경기에서 1 - 2로 패하며 준결승 진출이 좌절되었다.
2002년 FIFA 월드컵 예선전에서, 스페인은 기대에 걸맞게 오스트리아, 이스라엘, 보스니아 헤르체고비나, 리히텐슈타인과 함께 편성된 조에서 1위로 가볍게 본선에 진출하였다. 본선 조별 리그에서 B조에 편성된 스페인은 슬로베니아 (3 - 1), 파라과이 (3 - 1), 남아프리카 국가대표팀 (3 - 2)를 모두 제압하고 16강에 진출하였다. 스페인은 16강에서 아일랜드에 승부차기로 승리하였고, 공동 개최국중 하나인 대한민국을 8강에서 상대하였다. 이 경기에서 스페인은 정규시간과 연장전에 한골씩 취소되는 판정에 불만을 드러내며 논란을 야기하였고, 결국 승부차기에서 3 - 5로 패하여 준결승 진출이 좌절되었다.

### 이냐키 사에스의 임기
UEFA 유로 2004에서 스페인은 홈팀 포르투갈, 러시아, 그리고 앞서 예선에서 스페인을 제치고 조 1위를 차지했던 그리스와 함께 A조에 편성되었다. 스페인은 러시아에 1 - 0으로 승리하고, 그리스에 1 - 1로 비겼으나, 포르투갈과의 최종전에서 최소 무승부만으로도 8강에 진출할 수 있었으나, 패하면서 조별 리그에서 탈락하였다. 이냐키 사에스 감독은 해임되었고, 몇주 후 후임으로 루이스 아라고네스가 임명되었다.

### 루이스 아라고네스의 임기와 황금기의 개막
스페인은 2006년 FIFA 월드컵의 세르비아 몬테네그로, 보스니아 헤르체고비나, 벨기에, 리투아니아, 산마리노와 함께 편성된 유럽 예선 7조에서 세르비아 몬테네그로에 밀리며 2위로 마감해 플레이오프로 밀렸고, 슬로바키아에 승리하면서 간신히 본선에 진출하였다. 독일에서 열린 월드컵 본선에서 스페인은 H조에 편성되어 우크라이나, 튀니지, 사우디아라비아에 각각 4 - 0, 3 - 1, 1 - 0으로 3전전승을 거두며 16강에 진출하였다. 그러나 스페인은 프랑스와의 16강전에서 1 - 3으로 완패하며 탈락하였고, 브라질과 2006년 FIFA 월드컵 페어플레이 상을 받으며 체면치레하는데 그쳤다.
대회 탈락 후, 루이스 아라고네스는 스페인 국가대표팀이 피지컬적으로 뛰어나거나, 힘으로 상대를 압도하기 어렵다는 결론을 내렸고, 공을 독점 소유하는데 초점을 맞추어 짧은 패스 앤 무브를 구사하며, 좁은 공간에서 볼을 다루고, 점유율을 높이는 티키-타카를 도입하였다. 라파엘 호니히슈타인 기자는 "선수들의 포지션 변화에 의존하던 네덜란드의 "토탈 풋볼"로부터의 획기적인 혁신"으로 묘사하였다.

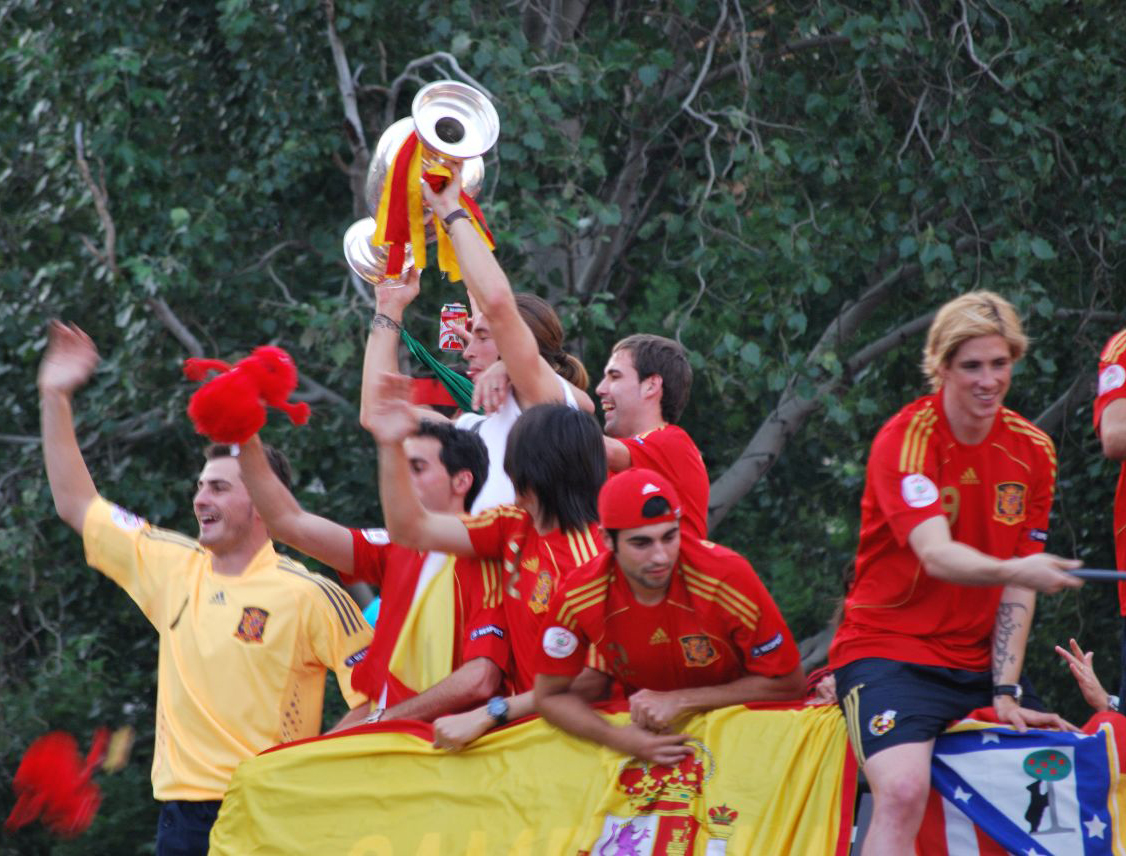
마드리드에서 유로 2008 우승을 자축하는 스페인 국가대표 선수들

스페인은 UEFA 유로 2008의 예선 F조에서 획득할 수 있는 총 36점의 승점 중 28점을 획득하며 선두로 진출하였다. UEFA 점수 기준으로 본선 진출국들 중 12위에 랭크되었던 스페인은 3번 시드에 배정되었다. 본선에서 UEFA 유로 2008 D조에 편성된 스페인은 러시아에 4-1, 스웨덴과 그리스에 모두 2 - 1로 이기며 승점 9점을 획득하고 8강에 진출하였다.
8강에서 월드컵 우승팀 이탈리아를 만난 스페인은 연장전까지 0 - 0의 혈투를 벌였고, 스페인은 승부차기에서 4-2로 이기며 준결승에 진출하였다. 준결승에서는 러시아를 다시 만났고, 이번에는 3 - 0 승리를 거두었다.
빈의 에른스트 하펠 슈타디온에서 열린 결승전에서 스페인은 페르난도 토레스가 33분에 터뜨린 결승골에 힘입어 독일을 1-0으로 누르고 우승하였다.
이 우승으로 스페인은 1964년 유러피언 네이션스컵 우승 이래 처음으로 우승을 거두었다. 스페인은 12골을 득점하며 본선 최다 득점팀으로 우뚝 섰고, 다비드 비야는 4골을 득점하여 골든슈를 받았고, 차비 에르난데스는 대회 MVP로 선정되었으며, UEFA 유로 2008의 UEFA 올스타 팀에는 9명의 스페인 선수들이 이름을 올렸다.

### 비센테 델 보스케의 임기

#### 2009년 FIFA 컨페더레이션스컵과 2010년 FIFA 월드컵 예선

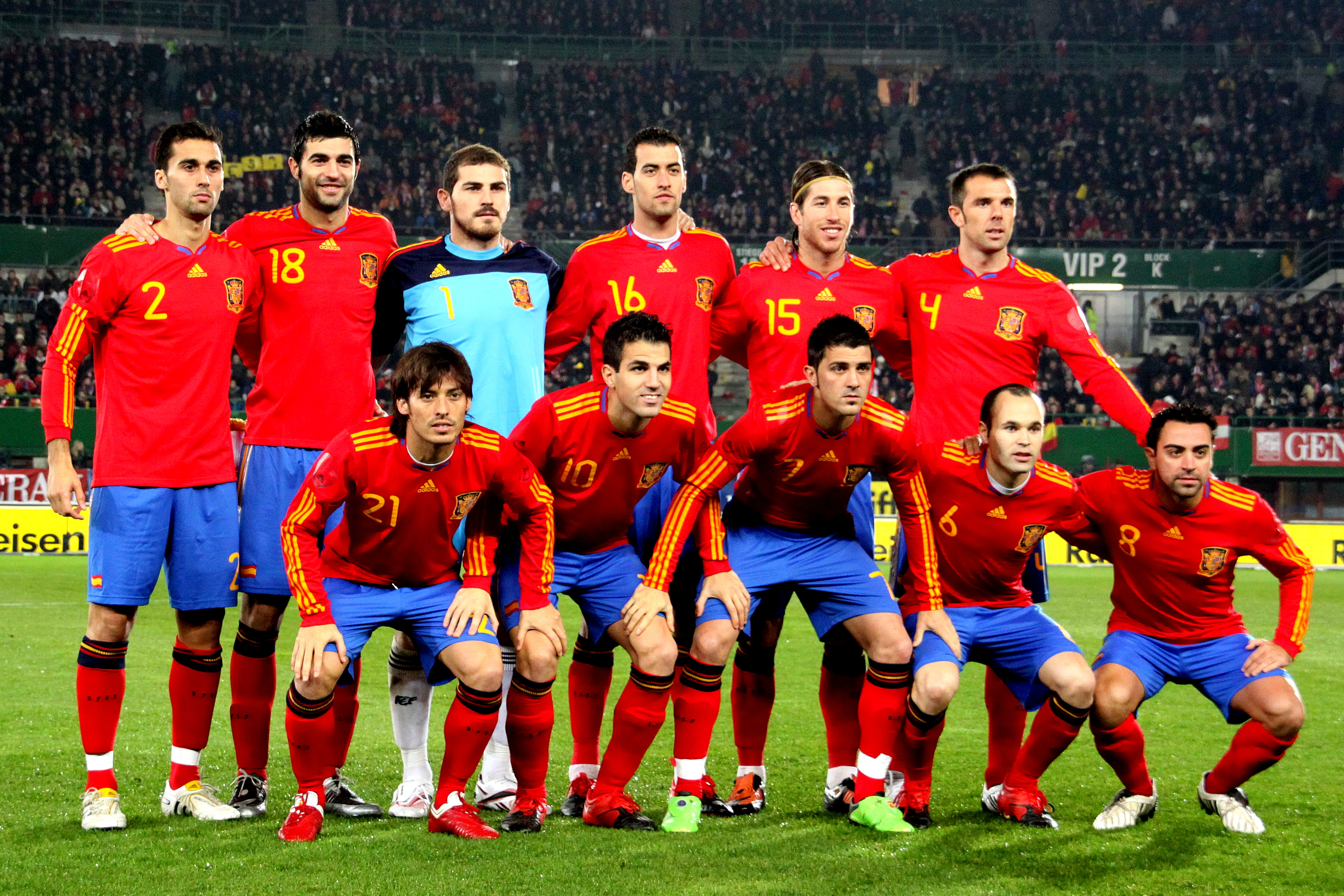
2009년 11월, 스페인은 빈의 에른스트 하펠 슈타디온 원정경기에서 오스트리아를 5-1로 완파하였다.

루이스 아라고네스는 유로 2008 종료 후 국가대표팀 감독직을 그만두었고, 후임으로 비센테 델 보스케가 사령탑에 올랐다.
2008년에 다비드 비야는 15경기에서 16골을 득점하며, 1999년에 10골을 득점한 라울의 국가대표팀 1년 최다득점 기록을 대폭 경신하였다. 2009년 2월 11일, 다비드 비야는 잉글랜드와의 친선경기에서 자신의 국가대항전 36호골을 득점하며 6경기 연속 득점이라는 또다른 스페인 국가대표팀 기록을 경신하였다. 컨페더레이션스컵을 앞두고, 델 보스케는 취임 이후 처음 10경기에서 모두 승리를 거두며, 브라질의 주앙 사우다냐가 1969년에 취임이래 9연승을 거두었던 기록을 경신하였다.
스페인은 컨페더레이션스컵 조별 리그에서 3전 전승을 거두었다. 뉴질랜드전에서는 페르난도 토레스가 해트트릭을 달성하며 5-0 대승을 견인하였는데, 토레스는 토너먼트 역사상 킥오프 이후 최단시간 해트트릭과, 첫골로부터 해트트릭까지의 최단시간 기록을 세웠다. 이후 이라크에 1-0, 남아프리카 공화국에 2-0 승리를 거둔 스페인은 준결승전에 진출하는 것은 물론, 15연승과 35경기 연속 무패 (브라질과 동률) 기록을 세웠다.
2009년 6월 24일, 스페인은 미국과의 2009년 FIFA 컨페더레이션스컵 준결승전에서 미국에 0 - 2로 완패하면서 기록행진이 멈추었고, 3위 결정전에 참가하게 되었다. 이는 2006년 이래 스페인 국가대표팀의 첫 패배였다. 스페인은 3위 결정전에서 남아프리카 공화국에 연장전 끝에 3 - 2 승리를 거두었다.

2009년 9월 9일, 스페인은 메리다에서 에스토니아를 3-0으로 완파하며 2010년 FIFA 월드컵 본선행을 확정지었다. 이후 스페인은 월드컵 예선에서 10전전승 기록을 세우며 예선 5조를 지배하였고, 마지막 예선 경기는 2009년 10월 14일의 보스니아 헤르체고비나전이었다. 스페인은 2010년 FIFA 월드컵에 FIFA 랭킹 2위로 참가하였고, 토너먼트의 우승후보 1순위로 꼽혔다.

#### 2010년 FIFA 월드컵 우승

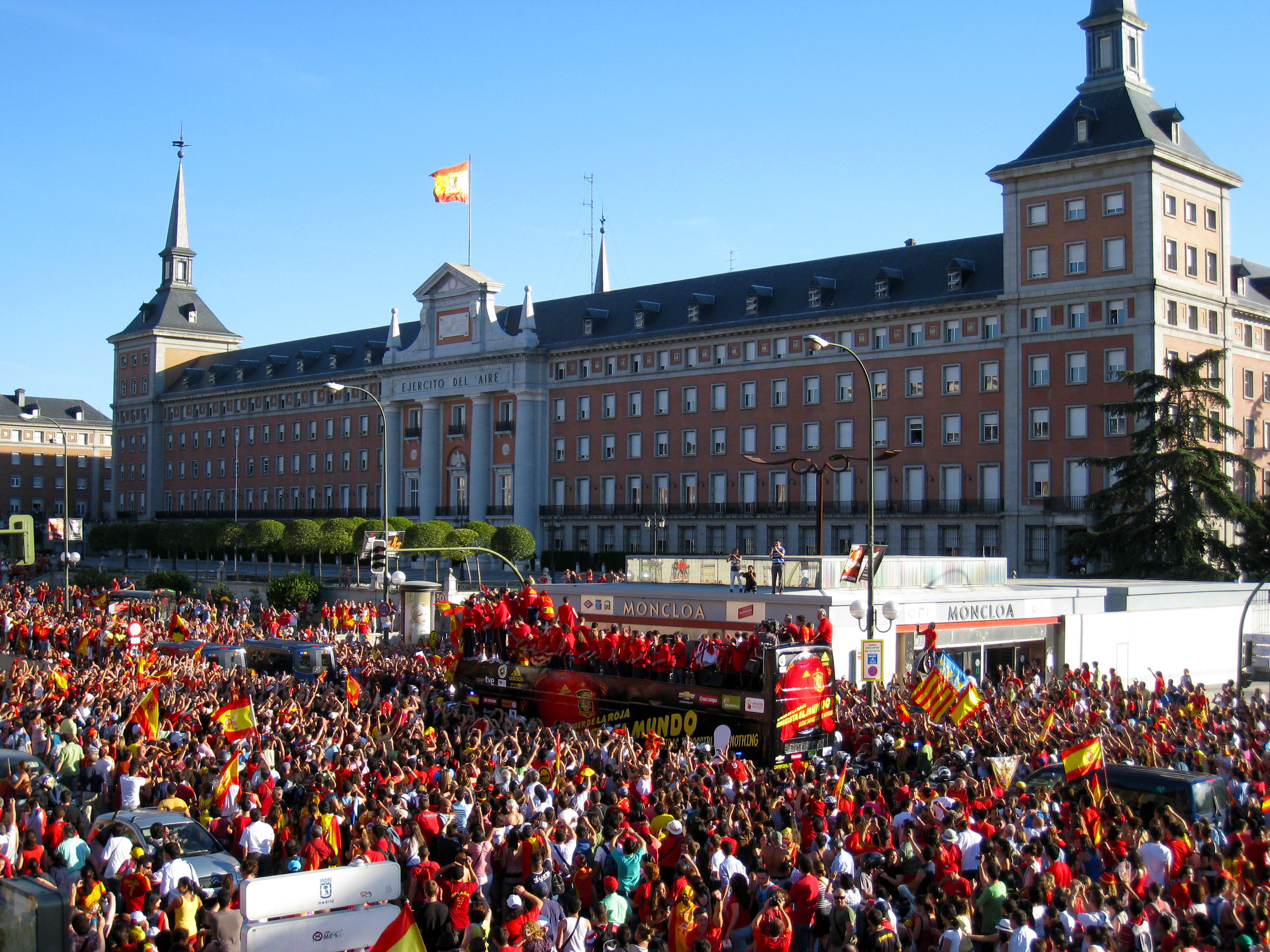
마드리드의 공군 사령부를 지나는 와중에 촬영된 월드컵 우승 카퍼레이드.

2009년 12월 4일에 진행된 2010년 FIFA 월드컵 조편성에서, 스페인은 스위스, 온두라스, 그리고 칠레와 함께 H조에 편성되었다. 스페인은 스위스와의 조별 리그 1차전에서 0-1로 패하였다. 온두라스와의 2차전에서는 다비드 비야의 2골로 승리를 거두었다. 6월 25일 칠레와의 조별리그 최종전에서는 2 - 1로 승리를 쟁취하였고, 조 1위로 16강에 진출하였다. 포르투갈과의 16강전에서는 1-0으로 승리하며 8강에 진출하였고, 여기에서는 파라과이를 상대하였다. 다비드 비야는 8강전에서 또다시 득점하며 1-0으로 파라과이에 승리를 거두고, 스페인은 1950년 FIFA 월드컵 이래 60년만에 준결승에 진출했다. 독일과의 준결승전에서는 후반전 카를레스 푸욜의 헤딩 결승골로 독일을 1-0으로 꺾고 사상 첫 결승 진출을 달성하였다.

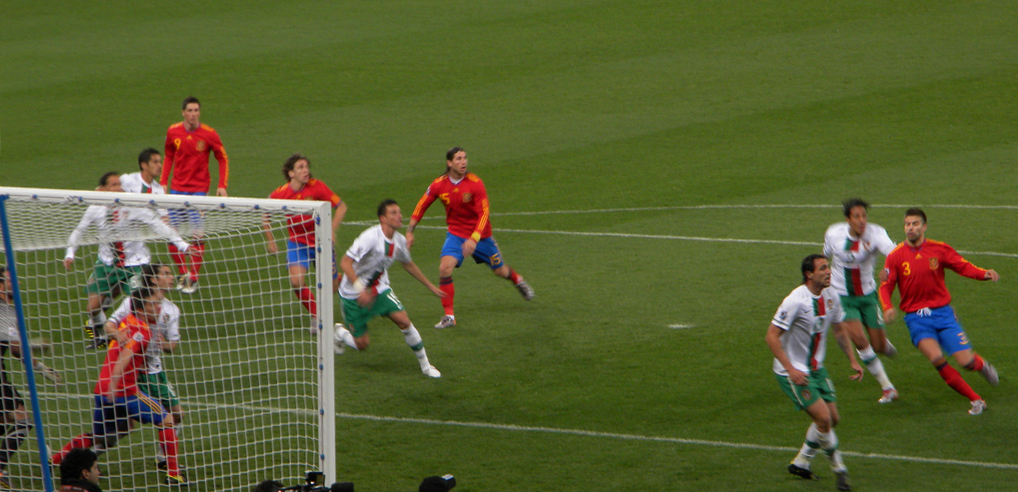
2010년 FIFA 월드컵 16강전에서 포르투갈을 상대로 코너킥을 준비하는 스페인

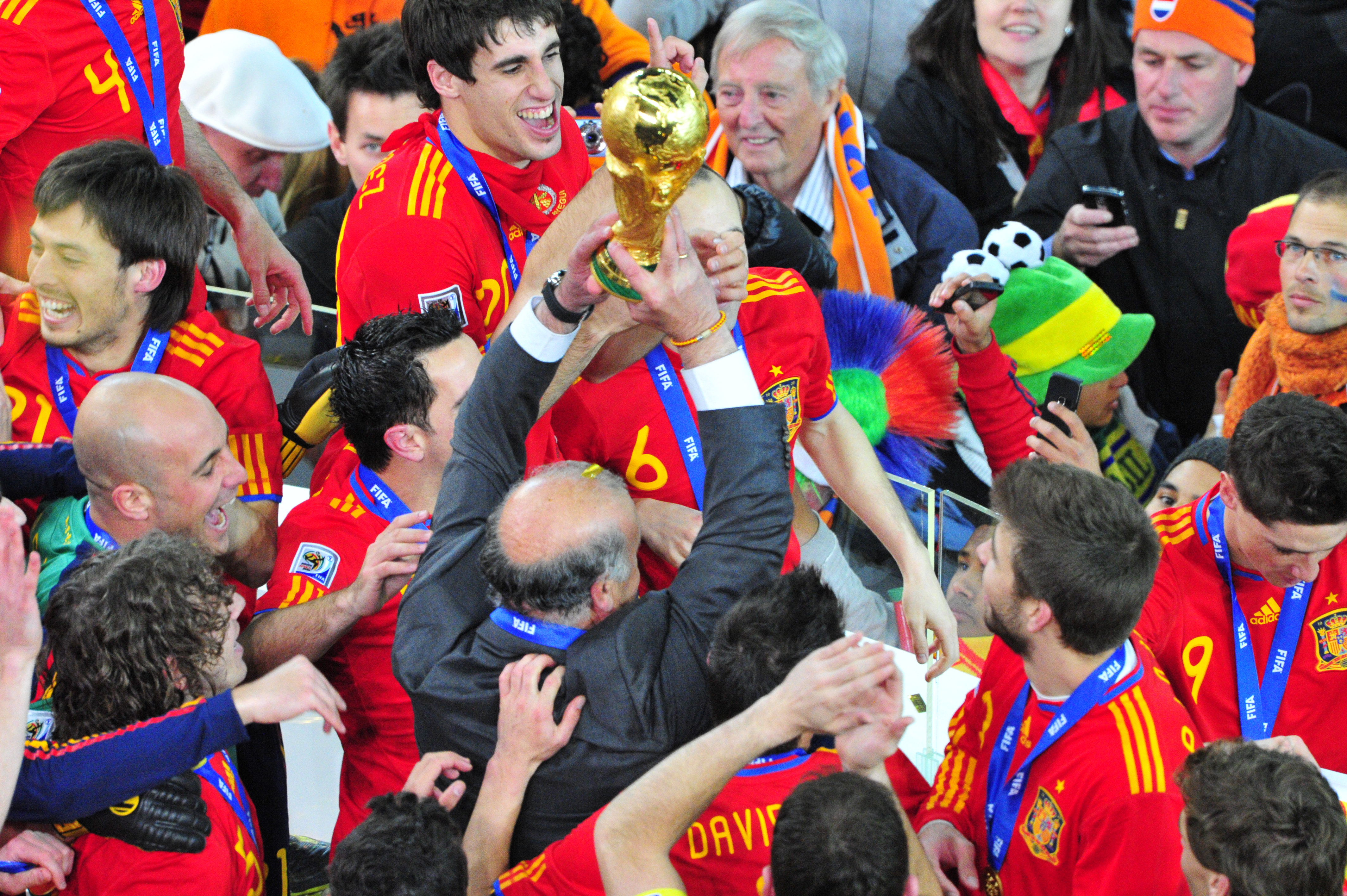
남아공 월드컵 우승 직후 우승 트로피를 들어올리는 비센테 델 보스케 감독과 스페인 선수단원들

네덜란드와의 결승전에서 연장전 종료를 4분 앞두고 안드레스 이니에스타가 세스크 파브레가스의 패스를 받아 결승골로 연결하였고, 이 골로 스페인은 역사상 처음으로 FIFA 월드컵 우승을 거두었다. 거친 몸싸움이 속출한 경기로, 스페인과 네덜란드는 각각 5장, 9장의 옐로카드를 받았는데, 결승전 역사상 최다 개수의 카드가 나왔고, 이중에 네덜란드의 요니 헤이팅아는 옐로카드 2장으로 퇴장당하였다. 스페인은 고작 8득점 2실점만으로 우승을 달성하였는데, 이는 역대 월드컵 우승팀들 중 최소 득점과 최소 실점이다. 또한, 스페인은 토너먼트에서 4경기 연속 무실점을 달성한 유일한 팀이다. 스페인은 첫 경기에서 패하고도 월드컵을 우승한 유일한 팀이 되었다. 스페인은 스웨덴 월드컵과 한일 월드컵에서 우승한 브라질 이후로는 최초로 소속된 대륙 밖에서 월드컵을 우승한 팀이며, 비유럽 대륙에서 우승을 거둔 최초의 유럽팀이다. 그리고, 유럽 대륙의 월드컵 우승팀들 중 개최국으로써 월드컵을 우승해보지 못한 팀이다. (나머지 이탈리아, 독일, 잉글랜드, 그리고 프랑스는 한번씩 개최국으로써 우승을 차지하였다.)
2010년 FIFA 월드컵에서 스페인 대표팀은 FIFA 페어 플레이 상을 받았고 몇 선수들은 개인상도 획득하였다. 골키퍼 이케르 카시야스는 본선에서 2실점만 허용하며 골든 글러브로 선정되었다. 다비드 비야는 5골 1어시스트를 기록하며 최다 득점 동률로 실버 슈와 브론즈 볼을 받았다.

#### UEFA 유로 2012
이전 대회의 예선전과 마찬가지로, 스페인은UEFA 유로 2012의 예선 I조에서 전승으로 본선에 진출하였다. 예선전에서 스페인은 체코, 스코틀랜드, 리투아니아, 그리고 리히텐슈타인을 꺾고 본선에 진출하였고, 이 대회 본선에서 스페인 국가대표팀은 유로 역사상 최초로 2연패를 달성하였다. 스페인은 이탈리아, 크로아티아, 그리고 아일랜드와 함께 C조에 편성되었다. 스페인은 2012년 6월 10일 이탈리아전으로 대회를 시작하였다. 이 경기의 후반전에 이탈리아의 스트라이커 마리오 발로텔리와 교체투입된 또다른 스트라이커인 안토니오 디 나탈레가 61분에 선제골을 득점하면서 끌려갔다. 3분 후, 스페인은 세스크 파브레가스가 다비드 실바의 패스를 받아 잔루이지 부폰을 너머 동점골을 삽입하였다. 스페인의 다음 경기는 6월 14일의 아일랜드전이었다. 이 경기에서 스페인은 스트라이커 페르난도 토레스가 리처드 던의 태클 실패를 이용해 9미터 앞에서 슛을 날리며 골키퍼 셰이 기븐을 넘겨 4분만에 선제골을 득점하였다. 이후 후반전에는 49분에 기븐이 안드레스 이니에스타의 슛을 막은 후, 다비드 실바가 스티븐 워드, 신 세인트레저, 그리고 리처드 던 세명의 아일랜드 수비수를 상대로 다리 사이를 헤집고 추가골을 득점하였다. 경기종료 20분을 남겨놓고, 토레스가 실바의 어시스트를 받은 뒤 기븐을 넘어 공을 쳐내어 또다시 득점하였다. 파브레가스는 살바의 코너킥을 받아 까다로운 각도에서 팀의 네번째 득점을 성공시켰다. 6월 18일, 스페인은 조별리그 최종 상대로 크로아티아를 만났고, 이반 스트리니치와 이반 페리시치가 이케르 카시야스에 의해 간신히 막히는 것과 같이 크로아티아에게 수차례 득점 기회를 허용하며 예상 외의 고전을 보였다. 경기가 0 - 0 무승부로 종결지어질 무렵인 88분, 교체투입된 헤수스 나바스가 세스크 파브레가스의 치핑으로부터 연결된 안드레스 이니에스타의 어시스트를 결승골을 득점하였다.
2012년 6월 23일, 8강전에서 스페인은 프랑스를 상대하였다. 스페인은 수비수 조르디 알바의 어시스트를 미드필더 샤비 알론소가 프랑스 골키퍼 위고 로리스를 너머 헤딩으로 골을 적중시키며 선제골을 집어넣었다. 스페인은 후반전 막판에 페드로가 앙토니 레베이에르의 태클로부터 얻어낸 페널티킥을 알론소가 성공시키며 경기를 완승으로 마무리지었다.
6월 27일, 스페인은 준결승전에서 체코를 크리스티아누 호날두의 막판 결승골로 제압한 포르투갈을 상대하였다. 이 경기는 예상외로 풀리지 않았고, 포르투갈이 수 차례 골찬스를 잡았다. 그러나, 스페인은 이 골찬스를 모두 무산시켰고, 경기는 연장전으로 이어졌다. 스페인은 연장전에서 기량을 회복하였으나, 연장 전후반 모두 득점에 실패하였다. 이 경기의 승자는 승부차기로 결정되었다. 앞서 프랑스와의 8강전에서 페널티킥을 성공시켰던 알론소의 킥은 포르투갈 골키퍼 후이 파트리시우의 선방에 막혔다. 포르투갈은 1회 성공의 리드를 가져갈 수 있었으나, 주앙 무티뉴의 킥도 카시야스의 멋진 다이빙에 막혔고, 0 - 0 균형이 유지되었다. 이니에스타는 스페인의 두번째 키커로 나와 성공하였다. 페페 또한 카시야스를 넘겨 킥을 성공시켰다. 수비수 제라르드 피케는 긴장하지 않고 후이 파트리시우를 상대로 페페의 킥과 비슷하게 성공시켰다. 수비수 브루누 알베스가 본래 포르투갈의 세번째 키커로 나설 예정이었으나, 미드필더 나니가 대신 차도록 하였고, 나니는 카시야스가 몸을 날린 방향과 반대인 왼쪽 구석으로 찼다. 세르히오 라모스는 네번째 키커로 나와 파넨카식으로 후이 파트리시우를 너머 치핑으로 페널티를 성공시켰다. 마침내 포르투갈 네번째 키커로 알베스가 나왔고, 알베스는 오른쪽 포스트를 강타하며 페널티를 실축하였다. 스페인의 마지막 키커인 파브레가스는 페널티를 왼쪽포스트 안쪽으로 삽입하였다. 결과는 스페인의 승리였고, 스페인은 1964년, 1980년, 2008년에 이어 UEFA 유럽 축구 선수권 대회 4번째 유로 결승 진출의 업적을 달성하였다.
결승에서 스페인은 이탈리아를 4-0으로 이겼다. 스페인은 전반 일찍이 경기를 지배하였고, 14분 다비드 실바의 골과 41분 조르디 알바의 골로 앞서나갔다. 후반전에 이탈리아는 안토니오 디 나탈레와 티아구 모타를 교체 출전시키며 3명의 교체카드를 모두 소모하였다. 티아구 모타는 출전한지 얼마 안되어 햄스트링 부상을 당하였고, 졸지에 이탈리아는 남은 경기시간동안 10명으로 경기에 임해야 했다. 스페인은 후반전에 리드를 4골차로 늘렸는데, 84분에는 페르난도 토레스가, 88분에는 후안 마타가 득점하였다. 결국 스페인은 유럽선수권 2연패를 달성하였고, 메이저대회 3연패 (UEFA 유로 2008, 2010년 FIFA 월드컵, UEFA 유로 2012) 에 성공하였다. 페르난도 토레스는 3골로 대회 득점왕이 되었다. 스페인의 제라르드 피케와 이탈리아의 안드레아 바르찰리는 이 경기에서 옐로카드를 받았다.
이 결승전의 승리로 스페인은 여러 기록들을 경신하였다:
- 스페인은 1930년 FIFA 월드컵의 출범 이래 최초로 메이저 대회 3연패 (UEFA 유로 2008, 2010년 FIFA 월드컵, UEFA 유로 2012) 에 성공하였다. 서독은 UEFA 유로 1972와 1974년 FIFA 월드컵을 우승하면서 이 기록에 근접하였으나, UEFA 유로 1976의 결승전 승부차기에서 패하며 무산되었다. 1930년 초대 월드컵이 열리기 이전, 우루과이는 1923년에 남미 축구 선수권 대회, 1924년 하계 올림픽, (당시 FIFA의 비공식 세계선수권 대회) 그리고 1924년 남미 축구 선수권 대회를 우승하였다.
- 스페인은 1976년 서독 이래 처음으로 결승전에 오른 디펜딩 챔피언이 되었다.
- 스페인은 이 대회의 결승전에서 역대 최다 득실차 승리를 거두었다. (4 - 0, 4골차) 종전 기록은 1972년에 서독이 소련을 상대로 기록하고 있었다. (3 - 0, 3골차)
- 스페인은 독일과 함께 3회 우승으로 UEFA 유럽 축구 선수권 대회 공동 최다 우승국으로 어깨를 나란히 했다.
- 스페인은 FIFA 월드컵을 우승한 와중에 대륙선수권 우승 타이틀을 방어한 최초의 팀이다. 남미에서 FIFA 월드컵을 우승한 와중에 코파 아메리카 우승 타이틀을 방어한 팀은 없다.
- 이 대회의 스페인은 대회 역사상 최다 골득실차를 기록한 팀이다. (12득점 1실점) 이는 UEFA 유로 1996을 기점으로 8강이 도입된 것이 영향이 컸고, 그에 따라 경기 수가 늘어난 것도 있다. 프랑스는 1984년에 12득점 3실점을 기록하였으나 한경기를 덜 치렀다.
- 또한, 비센테 델 보스케는 독일의 헬무트 쇤에 이어 UEFA 유럽 축구 선수권 대회와 FIFA 월드컵을 모두 우승한 두번째 감독이 되었고,[31] UEFA 챔피언스리그까지 우승한 감독으로는 처음이 되었다.[32]

#### 2013년 FIFA 컨페더레이션스컵
본선 시작 전, ‘라 로하’는 미국에서 두 차례의 친선경기를 치렀고, 각각 2 - 1, 2 - 0으로 승리하였다. 스페인은 2013년 FIFA 컨페더레이션스컵을 우루과이와의 경기 내내 주도권을 잡아 2-1로 승리하며 시작하였다. 스페인은 9번의 유효슈팅을 시도하면서 우루과이에 실점으로 이어진 단 한 번의 유효슈팅만을 허용하였다. 타히티와의 조별리그 2차전에서, 스페인은 10 - 0으로 이기며 FIFA 성인대회 최다 득점차 승리기록을 경신하였다. 조별리그 최종전에서는 나이지리아에 3 - 0으로 승리하였다. 이탈리아와의 준결승전에서 승부차기를 통해 결승에 진출하였다. 하지만 결승전에서는 브라질에 0-3으로 패배하면서 준우승을 거두었다.

#### 2014년 FIFA 월드컵
2011년 7월 30일, 2014년 FIFA 월드컵 예선 조추첨에서, 스페인은 I조에 편성되었다. 2012년 말, 스페인은 프랑스, 벨라루스, 조지아, 그리고 핀란드와의 본선행 경쟁을 시작하였다. 첫 상대는 조지아로, 후반 시작한지 얼마 안되어 골포스트를 맞는 슈팅을 허용한 후, 로베르토 솔다도가 85분에 경기 내내 11명이 견고한 수비를 보인 조지아를 상대로 결승골을 득점하며 힘겹게 시작하였다.
다음은 유럽 지역 예선 I조의 결과이다:
| 팀       | 경기수 | 승 | 무 | 패 | 득점 | 실점 | 득실차 | 승점 |
| -------- | ------ | -- | -- | -- | ---- | ---- | ------ | ---- |
| 스페인   | 8      | 6  | 2  | 0  | 14   | 3    | +11    | 20   |
| 프랑스   | 8      | 5  | 2  | 1  | 15   | 6    | +9     | 17   |
| 핀란드   | 8      | 2  | 3  | 3  | 5    | 9    | -4     | 9    |
| 조지아   | 8      | 1  | 2  | 5  | 3    | 10   | -7     | 5    |
| 벨라루스 | 8      | 1  | 1  | 6  | 7    | 16   | -9     | 4    |

|          | 스페인 | 프랑스 | 벨라루스 | 조지아 | 핀란드 |
| -------- | ------ | ------ | -------- | ------ | ------ |
| 스페인   | X      | 1 - 1  | 2 - 1    | 2 - 0  | 1 - 1  |
| 프랑스   | 0 - 1  | X      | 3 - 1    | 3 - 1  | 3 - 0  |
| 벨라루스 | 0 - 4  | 2 - 4  | X        | 2 - 0  | 1 - 1  |
| 조지아   | 0 - 1  | 0 - 0  | 1 - 0    | X      | 0 - 1  |
| 핀란드   | 0 - 2  | 0 - 1  | 1 - 0    | 1 - 1  | X      |

본선에 오른 스페인은 2014년 FIFA 월드컵 조추첨에서 네덜란드, 칠레, 오스트레일리아와 함께 B조에 속했다. 대회 전 많은 축구 전문가들로부터 2연패가 가능할 것이란 전망을 받았으나 1차전 2010년 FIFA 월드컵 결승전 리턴매치로 주목을 받았던 네덜란드와의 경기에서 샤비 알론소의 페널티킥 골로 앞서 나가다가 전반 종료 직전 로빈 판 페르시에 동점골을 헌납하는 등 무려 5골을 얻어맞고 1 - 5의 치욕적인 대역전패를 당하면서 불안한 출발을 보이더니 칠레와의 2차전 경기 역시 4년 전 H조 최종전 리턴매치였지만 이 경기에서마저 역시 무기력하게 0 - 2의 완패를 당하며 단 2경기만에 조별리그 탈락이라는 굴욕적인 결과를 받아들여야 했다. 전 대회 우승팀이 다음 대회에서 탈락한 것은 이번이 5번째로 그 중 조별리그 3경기 중 2경기만에 조기 탈락한 것은 이번이 처음이었다. 마지막 호주와의 경기에서 이케르 카시야스를 비롯한 주전 선수를 대폭 교체한 끝에 3 - 0으로 승리하며 간신히 체면 치레를 하는데는 성공하긴 했지만 2014년 FIFA 월드컵은 스페인의 14번의 FIFA 월드컵 중 현재까지 역대 최악의 월드컵으로 평가되고 있다. 그럼에도 불구하고 비센테 델 보스케 감독은 이후에도 사령탑을 유지하다가 이탈리아와의 UEFA 유로 2016 16강전에서 패하며 8강 진출에 실패하자 결국 감독직에서 물러났다.

## 홈 경기장
스페인 국가대표팀은 국립경기장을 따로 가지고 있지 않으나, 주요 예선전 경기를 주로 마드리드에 위치한 에스타디오 산티아고 베르나베우에서 치른다. 다른 주요 경기장으로는 마드리드에 위치한 또다른 경기장인 에스타디오 비센테 칼데론이나 발렌시아에 위치한 메스타야가 있다. 몇몇 국제 친선경기는 이 큰 경기장 외에도 세비야의 에스타디오 라몬 산체스 피스후안에서도 열린다.
비교적 약체를 상대로 한 예선전을 비롯한 다른 친선경기는 지방에서 치르기도 한다. 최근에 친선경기를 치른 경기장으로는 라 코루냐의 에스타디오 데 리아소르, 무르시아의 에스타디오 누에바 콘도미나, 알바세테의 에스타디오 카를로스 벨몬테, 그리고 메리다의 에스타디오 로마노가 있다. 친선경기는 주로 스페인 본토에서 치루어지나 북아일랜드와의 UEFA 유로 2008 예선 최종전은 카나리아 제도의 라스팔마스에 위치한 에스타디오 그란 카나리아에서 열렸다.
스코틀랜드와의 유로 2012 예선 최종전도 20년 만에 처음으로 알리칸테에서 치러졌다.

## 팀 이미지

### 유니폼
스페인은 전통적으로 황색 실선이 여럿 그어진 적색 상의와, 암청색 하의, 암청색 양말을 입어왔다. 원정 유니폼은 여러 차례 색이 바뀌어 왔다. 2014년 FIFA 월드컵을 앞두고 최근에 공개된 유니폼은 상하의, 양말이 모두 흑색이며, 야광색 가로선이 상의 한가운데로 그어져 있다. 양말의 색상은 1990년대에 하의와 마찬가지로 흑색과 청색 사이에서 변경되어 왔다. 스페인의 유니폼은 1982년부터 현재까지, 르꼬끄 스포르티브가 맡았던 1984년에서 1992년 사이를 제외하고 아디다스가 담당하였다.
현 스페인 축구 국가대표팀 디자이너는 아디다스 소속의 대니얼 뉼런으로, 평소보다 밝은 적색을 채택하였고, 밝은 청색 유니폼과 적색 양말로 2006년 FIFA 월드컵 당시의 유니폼과 비슷한 디자인을 공개하였다. 서드킷은 주로 적색과 황색의 실선이 그어진 청색 유니폼이었다. 스페인 국가대표팀 유니폼에는 전통적으로 스페인 왕립 축구 협회 로고 대신에, 스페인의 국장이 왼쪽 가슴이 박혀있다. 2010년 FIFA 월드컵 우승 이후, FIFA 월드컵 우승 뱃지가 오른쪽 가슴에 박히게 되었고, 스페인의 국장 위에는 금색 별이 추가되었다.

#### 유니폼 변천사
위키미디어 공용에 스페인 축구 국가대표팀 유니폼 관련 미디어 자료가 있습니다.

### 중계권
스페인 축구 국가대표팀의 예선전 경기와 친선경기의 중계권은 현재 TVE와 텔레신코가 가지고 있다.

## 팀 플레이 스타일
"우리는 서로 같은 생각을 공유합니다. 공을 소유하고, 공 주위와 멀리서 움직이며, 상대에게 위협을 줄 만한 공간을 타고 들어가는 것입니다."
티키-타카는 팀의 융합으로부터 나오는 축구장의 기하학적 공간에 대한 통달로부터 나오는 축구에 대한 접근이다.
티키-타카는 "짧은 패스 앤 무브 방식을 이용해 네트 뒤로 향하는 경로를 만드는 기술을 기초로 하는 플레이스타일", "공이 좁은 틈사이로 조심스럽게 배급되는 짧은 패스 스타일", 그리고 "짧은 패스, 침착함, 점유율 그리고 모든 것을 뜻하는 논센스 어구"로 다양히 묘사되었다. 스타일은 미드필더간의 포지션 변경과 느린 움직임, 복잡한 패턴의 공 이동, 그리고, 날카로운 1-2회 터치 패스가 수반된다. 티키-타카는 "공수에 균형을 이룬다" - 팀이 항상 높은 점유율을 가저가면서 공수의 전환이 불필요해진다. 해설자들은 티키-타카를 "롱볼 피지컬 축구" 나 세스크 파브레가스를 공수 연결로로 사용하고 높은 템포의 패스를 구사하는 아르센 벵어의 2007-08 시즌 아스널 FC와 비견되었다. 티키-타카는 예술성, 창조성, 그리고 터치를 요구하나, "느리고, 방향이 없는 극단성"으로 인해 미적 효율이 희생된다.
티키-타카는 스페인 국가대표팀이 UEFA 유로 2008, 2010년 FIFA 월드컵, 그리고 UEFA 유로 2012 우승을 하는 데에 잘 이용하였다.
시드 로베 기자는 루이스 아라고네스의 티키-타카의 실용적 담금질이 스페인의 유로 2008 우승에 영향을 미쳤다고 주장하였다. 아라고네스는 티키-타카를 "수비를 위협으로부터 보호하며 (...), 점유율을 높이고 경기를 지배"하며 "광신도" 스타일을 취하지 않고 사용하였다. 스페인이 러시아, 스웨덴을 상대로 한 두 경기에서 기록한 득점 모두 티키-타카로부터 나오지 않았다: 5골은 빠른 수비 붕괴로부터 1골은 세트플레이로부터 나왔다. 로베 기자는, 스페인의 2010년 월드컵 우승은 스페인 축구의 두가지 전통이 융합한 것의 증명이라고 주장하였다: 기존의 "강력하고, 공격적이며, 직선적인" 스타일은 1920년 하계 올림픽의 은메달 획득으로 붉은 분노 ("La Furia Roja") 라는 별칭을 얻게 하였고, 현재 스페인 대표팀의 티키-타카 스타일은 연속적이며, 짧은 패스 위주의, 기술적이며 높은 점유율을 가져가는데 초점을 두었다.
스페인의 남아공월드컵의 독일전 승리를 호니히슈타인 기자는 분석하면서, 티키-타카 스타일을 "축구에서 구사할 수 있는 가장 어려운 버전: 강한 압박을 동반한 단호한 패스 축구"라 하였다. 호니히슈타인은, 티키-타카를 선수의 포지션 변화보다 공의 움직임에 의존하기 때문에 토탈 풋볼의 "획기적인 업그레이드"라 덧붙였다. 티키 타카는 스페인이 "공과 상대를 모두 제어"하도록 하였다.

## 최근 경기 결과 및 예정 경기
이전의 모든 국가대표팀 경기 결과를 확인하려면 국가대표팀 경기 결과 페이지를 확인하십시오

### 2023년
| UEFA 유로 2024 예선 A조 2023년 3월 25일 | 스페인                     | 3 – 0 | 노르웨이 | 스페인, 말라가                            |  |  |
| 20:45 UTC+2                             | 올모 13′ · 호셀루 84′, 85′ |       |          | 경기장: 라 로살레다 심판: 브누아 바스티앵 |  |  |
|                                         |                            |       |          |                                           |  |  |

| UEFA 유로 2024 예선 A조 2023년 3월 28일 | 스코틀랜드       | 2 – 0 | 스페인 | 스코틀랜드, 글래스고                                |  |  |
| 20:45 UTC+2                             | 맥토미니 7′, 51′ |       |        | 경기장: 햄던 파크 관중 수: 47,976 심판: 산드로 셰러 |  |  |
|                                         |                  |       |        |                                                     |  |  |

| 2023년 UEFA 네이션스리그 결선 토너먼트 2023년 6월 15일 | 스페인                      | 2 - 1 | 이탈리아                   | 네덜란드, 엔스헤데                                               |  |  |
| 20:45 UTC+2                                            | 예레미 피노 3′ · 호셀루 88′ |       | 11′ (페널티) 치로 임모빌레 | 경기장: 더 흐롤스 페스터 관중 수: 24,558명 심판: 슬라프코 빈치치 |  |  |
|                                                        |                             |       |                            |                                                                  |  |  |

| 2023년 UEFA 네이션스리그 결선 토너먼트 2023년 6월 18일                                                      | 크로아티아 | 0 - 0 (연장전) (4 - 5 승부차기)                                                       | 스페인 | 네덜란드, 로테르담                                   |  |  |
| 20:45 UTC+2                                                                                                 |            |                                                                                       |        | 경기장: 더 카위프 관중 수: ?명 심판: 펠릭스 츠바이어 |  |  |
| |            | 승부차기                                                                              |        |                                                      |  |  |
| - 니콜라 블라시치 - 마르첼로 브로조비치 - 루카 모드리치 - 로브로 마예르 - 이반 페리시치 - 브루노 페트코비치 |            | - 호셀루 - 로드리 - 미켈 메리노 - 마르코 아센시오 - 아이메릭 라포르테 - 다니 카르바할 |        |                                                      |  |  |
| |            |                                                                                       |        |                                                      |  |  |

| UEFA 유로 2024 예선 A조 2023년 9월 8일 | 조지아         | 1 - 7 | 스페인                                                                                  | 조지아, 트빌리시                                                       |  |  |
| 18:00 UTC+2                            | 차크베타제 49′ |       | 모라타 22′, 40′, 66′ · 크비르크벨리아 28′ (자책골) · 올모 38′ · 윌리암스 68′ · 야말 74′ | 경기장: 보리스 파이차제 경기장 관중 수: 51,694명 심판: 다니엘 지베르트 |  |  |
|                                        |                |       |                                                                                         |                                                                        |  |  |

| UEFA 유로 2024 예선 A조 2023년 9월 11일 | 스페인                                                            | 6 - 0 | 키프로스 | 스페인, 산탄데르                                                                |  |  |
| 20:45 UTC+2                             | 가비 18′ · 메리노 33′ · 호셀루 70′ · 토레스 73′, 83′ · 바에나 77′ |       |          | 경기장: 캄포스 데 스포르트 데 엘 사르디네로 관중 수: 17,311명 심판: 시모네 소차 |  |  |
|                                         |                                                                   |       |          |                                                                                 |  |  |

| UEFA 유로 2024 예선 A조 2023년 10월 12일 | 스페인                  | 2 - 0 | 스코틀랜드 | 스페인, 세비야                                                              |  |  |
| 20:45 UTC+2                              | 모라타 73′ · 산세트 86′ |       |            | 경기장: 에스타디오 데 라 카르투하 관중 수: 45,623 심판: 세르다르 괴쥐뷔위크 |  |  |
|                                          |                         |       |            |                                                                             |  |  |

| UEFA 유로 2024 예선 A조 2023년 10월 15일 | 노르웨이 | 0 - 1 | 스페인   | 노르웨이, 오슬로                                              |  |  |
| 20:45 UTC+2                              |          |       | 가비 49′ | 경기장: 울레볼 스타디온 관중 수: 25,885 심판: 토비아스 슈틸러 |  |  |
|                                          |          |       |          |                                                               |  |  |

| UEFA 유로 2024 예선 A조 2023년 11월 16일 | 키프로스     | 1 - 3 | 스페인                                | 키프로스, 리마솔                                             |  |  |
| 20:45 UTC+1                              | 필레아스 75′ |       | 야말 5′ · 오야르사발 22′ · 호셀루 28′ | 경기장: 알파메가 스타디움 관중 수: 9,667 심판: 미콜라 발라킨 |  |  |
|                                          |              |       |                                       |                                                              |  |  |

| UEFA 유로 2024 예선 A조 2023년 11월 19일 | 스페인                                              | 3 - 1 | 조지아             | 스페인, 바야돌리드                                                   |  |  |
| 20:45 UTC+1                              | 르 노르망 4′ · 토레스 55′ · 로초슈빌리 72′ (자책골) |       | 크바라츠헬리아 10′ | 경기장: 에스타디오 호세 소리야 관중 수: 24,146 심판: 오비디우 하체간 |  |  |
|                                          |                                                     |       |                    |                                                                      |  |  |

## 코칭스태프
| 직위          | 성명                   |
| ------------- | ---------------------- |
| 감독          | 루이스 데 라 푸엔테    |
| 수석 코치     | 공석                   |
| 수석 코치     | 헤수스 카사스          |
| 피트니스 코치 | 라파엘 폴              |
| 골키퍼 코치   | 호세 마누엘 오초토레나 |

## 선수

### 현재 선수 명단
다음 선수들은 2025년 UEFA 네이션스리그 결선 토너먼트에 참가한 선수 명단이다.
- 출전 횟수와 골 수는 2025년 6월 8일 열린 포르투갈과의 경기 이후 기준이다.

| 번호 | 위치 | 선수                 | 생년월일 (나이)        | 출전 | 득점 | 소속                |
| ---- | ---- | -------------------- | ---------------------- | ---- | ---- | ------------------- |
| 1    | GK   | 다비드 라야          | 1995년 9월 15일(29세)  | 11   | 0    | 아스널              |
| 13   | GK   | 알렉스 레미로        | 1995년 3월 24일(30세)  | 2    | 0    | 레알 소시에다드     |
| 23   | GK   | 우나이 시몬 (부주장) | 1997년 6월 11일(28세)  | 50   | 0    | 아틀레틱 빌바오     |
|      |      |                      |                        |      |      |                     |
| 2    | DF   | 페드로 포로          | 1999년 9월 13일(25세)  | 10   | 0    | 토트넘 홋스퍼       |
| 3    | DF   | 로뱅 르 노르망       | 1996년 11월 11일(28세) | 23   | 1    | 아틀레티코 마드리드 |
| 4    | DF   | 파우 쿠바르시        | 2007년 1월 22일(18세)  | 6    | 0    | 바르셀로나          |
| 5    | DF   | 다니엘 비비안        | 1999년 7월 5일(26세)   | 9    | 0    | 아틀레틱 빌바오     |
| 12   | DF   | 딘 하위선            | 2005년 4월 14일(20세)  | 4    | 0    | 레알 마드리드       |
| 14   | DF   | 오스카르 밍게사      | 1999년 5월 13일(26세)  | 4    | 0    | 셀타 비고           |
| 17   | DF   | 알렉스 그리말도      | 1995년 9월 20일(29세)  | 10   | 0    | 바이어 레버쿠젠     |
| 24   | DF   | 마르크 쿠쿠레야      | 1998년 7월 22일(26세)  | 17   | 0    | 첼시                |
|      |      |                      |                        |      |      |                     |
| 6    | MF   | 미켈 메리노          | 1996년 6월 22일(29세)  | 35   | 4    | 아스널              |
| 8    | MF   | 파비안 루이스        | 1996년 4월 3일(29세)   | 39   | 6    | 파리 생제르맹       |
| 9    | MF   | 가비                 | 2004년 8월 5일(20세)   | 28   | 5    | 바르셀로나          |
| 10   | MF   | 다니 올모            | 1998년 5월 7일(27세)   | 44   | 11   | 바르셀로나          |
| 16   | MF   | 알렉스 바에나        | 2001년 7월 20일(23세)  | 10   | 2    | 비야레알            |
| 18   | MF   | 마르틴 수비멘디      | 1999년 2월 2일(26세)   | 19   | 2    | 레알 소시에다드     |
| 20   | MF   | 페드리               | 2002년 11월 25일(22세) | 34   | 3    | 바르셀로나          |
| 22   | MF   | 이스코               | 1992년 4월 21일(33세)  | 39   | 12   | 레알 베티스         |
| 25   | MF   | 페르민 로페스        | 2003년 5월 11일(22세)  | 2    | 0    | 바르셀로나          |
|      |      |                      |                        |      |      |                     |
| 7    | FW   | 알바로 모라타 (주장) | 1992년 10월 23일(32세) | 86   | 37   | 갈라타사라이        |
| 11   | FW   | 니코 윌리암스        | 2002년 7월 12일(23세)  | 28   | 6    | 아틀레틱 빌바오     |
| 15   | FW   | 예레미 피노          | 2002년 10월 20일(22세) | 15   | 3    | 비야레알            |
| 19   | FW   | 라민 야말            | 2007년 7월 13일(18세)  | 21   | 6    | 바르셀로나          |
| 21   | FW   | 미켈 오야르사발      | 1997년 4월 21일(28세)  | 45   | 16   | 레알 소시에다드     |
| 26   | FW   | 사무 아게오와        | 2004년 5월 5일(21세)   | 2    | 0    | 포르투              |

### 최근 차출된 선수 명단
다음은 최근 12달 이내에 국가대표팀에 소집된 선수 명단이다.
| 위치 | 선수              | 생년월일 (나이)        | 출전 | 득점 | 소속                | 최근 소집                     |
| ---- | ----------------- | ---------------------- | ---- | ---- | ------------------- | ----------------------------- |
| GK   | 로베르트 산체스   | 1997년 11월 18일(27세) | 3    | 0    | 첼시                | 2024년 11월 18일, 스위스전    |
|      |                   |                        |      |      |                     |                               |
| DF   | 라울 아센시오     | 2003년 2월 13일(22세)  | 0    | 0    | 레알 마드리드       | 2025년 3월 23일, 네덜란드전   |
| DF   | 이니고 마르티네스 | 1991년 5월 17일(34세)  | 21   | 1    | 바르셀로나          | 2025년 3월 20일, 네덜란드전부 |
| DF   | 에므리크 라포르트 | 1994년 5월 27일(31세)  | 40   | 2    | 알나스르            | 2024년 11월 18일, 스위스전    |
| DF   | 아이토르 파레데스 | 2000년 4월 29일(25세)  | 1    | 0    | 아틀레틱 빌바오     | 2024년 11월 18일, 스위스전    |
| DF   | 파우 토레스       | 1997년 1월 16일(28세)  | 24   | 1    | 애스턴 빌라         | 2024년 11월 15일, 덴마크전부  |
| DF   | 다니 카르바할     | 1992년 1월 11일(33세)  | 51   | 1    | 레알 마드리드       | 2024년 10월 12일, 덴마크전부  |
|      |                   |                        |      |      |                     |                               |
| MF   | 알레시 가르시아   | 1997년 6월 28일(28세)  | 5    | 0    | 바이어 레버쿠젠     | 2025년 3월 23일, 네덜란드전   |
| MF   | 마르크 카사도     | 2003년 9월 14일(21세)  | 2    | 0    | 바르셀로나          | 2025년 3월 20일, 네덜란드전부 |
| MF   | 파블로 바리오스   | 2003년 6월 15일(22세)  | 1    | 0    | 아틀레티코 마드리드 | 2024년 11월 18일, 스위스전    |
| MF   | 로드리            | 1996년 6월 22일(29세)  | 57   | 4    | 맨체스터 시티       | 2024년 9월 8일, 스위스전부    |
| MF   | 페펠루            | 1998년 8월 11일(26세)  | 0    | 0    | 발렌시아            | 2024년 9월 8일, 스위스전      |
|      |                   |                        |      |      |                     |                               |
| FW   | 페란 토레스       | 2000년 2월 29일(25세)  | 49   | 21   | 바르셀로나          | 2025년 3월 20일, 네덜란드전부 |
| FW   | 아요세 페레스     | 1993년 7월 29일(31세)  | 5    | 2    | 비야레알            | 2025년 3월 20일, 네덜란드전부 |
| FW   | 브리안 사라고사   | 2001년 9월 9일(23세)   | 3    | 1    | 오사수나            | 2025년 3월 20일, 네덜란드전부 |
| FW   | 브리안 힐         | 2001년 2월 11일(24세)  | 5    | 1    | 지로나              | 2024년 11월 18일, 스위스전    |
| FW   | 호셀루            | 1990년 3월 27일(35세)  | 17   | 6    | 알가라파            | 2024년 10월 15일, 세르비아전  |

범례
정: 출전 정지 

부: 부상으로 선수단에서 제외 

코: 코로나 19로 선수단에서 제외 

예: 예비 명단에 포함 

은: 국가대표팀 은퇴

### 이전 선수 명단
| FIFA 월드컵 선수 명단 - 1934년 FIFA 월드컵 선수 명단 - 1950년 FIFA 월드컵 선수 명단 - 1962년 FIFA 월드컵 선수 명단 - 1966년 FIFA 월드컵 선수 명단 - 1978년 FIFA 월드컵 선수 명단 - 1982년 FIFA 월드컵 선수 명단 - 1986년 FIFA 월드컵 선수 명단 - 1990년 FIFA 월드컵 선수 명단 - 1994년 FIFA 월드컵 선수 명단 - 1998년 FIFA 월드컵 선수 명단 - 2002년 FIFA 월드컵 선수 명단 - 2006년 FIFA 월드컵 선수 명단 - 2010년 FIFA 월드컵 선수 명단 - 2014년 FIFA 월드컵 선수 명단 - 2018년 FIFA 월드컵 선수 명단 - 2022년 FIFA 월드컵 선수 명단 | UEFA 유럽 축구 선수권 대회 선수 명단 - 1964년 유러피언 네이션스컵 선수 명단 - UEFA 유로 1980 선수 명단 - UEFA 유로 1984 선수 명단 - UEFA 유로 1988 선수 명단 - UEFA 유로 1996 선수 명단 - UEFA 유로 2000 선수 명단 - UEFA 유로 2004 선수 명단 - UEFA 유로 2008 선수 명단 - UEFA 유로 2012 선수 명단 - UEFA 유로 2016 선수 명단 - UEFA 유로 2020 선수 명단 - UEFA 유로 2024 선수 명단 | FIFA 컨페더레이션스컵 선수 명단 - 2009년 FIFA 컨페더레이션스컵 선수 명단 - 2013년 FIFA 컨페더레이션스컵 선수 명단 |

## 주요 성적
FIFA 월드컵
- 우승 (1): 2010
- 4위 (1): 1950

UEFA 유럽 축구 선수권 대회
- 우승 (3): 1964, 2008, 2012, 2024
- 준우승 (1): 1984

FIFA 컨페더레이션스컵
- 우승 (1): 2013
- 3위 (1): 2009

하계 올림픽
- 금메달 (1): 1992
- 은메달 (2): 1920, 2000

UEFA 네이션스리그
- 우승 (1): 2022-23
- 준우승 (1): 2020-21

| 대회                       | 1  | 2 | 3 | 합계 |
| -------------------------- | -- | - | - | ---- |
| FIFA 월드컵                | 1  | 0 | 0 | 1    |
| UEFA 유럽 축구 선수권 대회 | 3  | 1 | 0 | 4    |
| FIFA 컨페더레이션스컵      | 1  | 0 | 1 | 2    |
| 하계 올림픽                | 1  | 2 | 0 | 3    |
| 유니버시아드               | 1  | 0 | 0 | 1    |
| 지중해 게임                | 2  | 1 | 2 | 5    |
| UEFA 네이션스리그          | 1  | 1 | 0 | 2    |
| 합계                       | 11 | 5 | 4 | 20   |

## 개인 기록

### 선수 기록

#### 최다 출장 선수

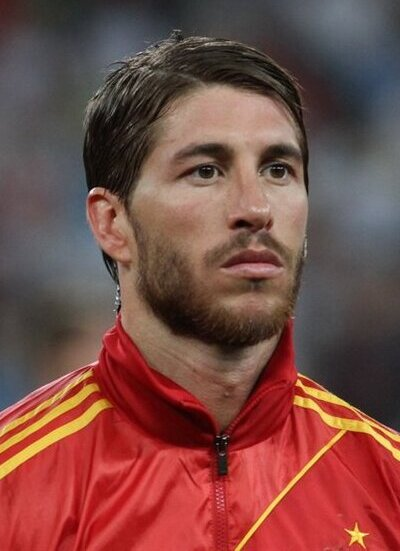
세르히오 라모스는 스페인 국가대표팀 역사상 가장 많은 출전 횟수를 기록하고 있다.

현역 선수는 강조 표시가 되어있다.
| # | 성명                | 기간      | 출장 | 골 |
| - | ------------------- | --------- | ---- | -- |
| 1 | 세르히오 라모스     | 2005–2021 | 180  | 23 |
| 2 | 이케르 카시야스     | 2000–2016 | 167  | 0  |
| 3 | 세르지오 부스케츠   | 2009–2022 | 143  | 2  |
| 4 | 차비 에르난데스     | 2000–2014 | 133  | 13 |
| 5 | 안드레스 이니에스타 | 2006–2018 | 131  | 13 |
| 6 | 안도니 수비사레타   | 1985–1998 | 126  | 0  |
| 7 | 다비드 실바         | 2006–2018 | 125  | 35 |
| 8 | 사비 알론소         | 2003–2014 | 114  | 16 |
| 9 | 세스크 파브레가스   | 2006–2016 | 110  | 15 |
| 9 | 페르난도 토레스     | 2003–2014 | 110  | 38 |

2022년 12월 6일 기준

#### 최다 득점 선수

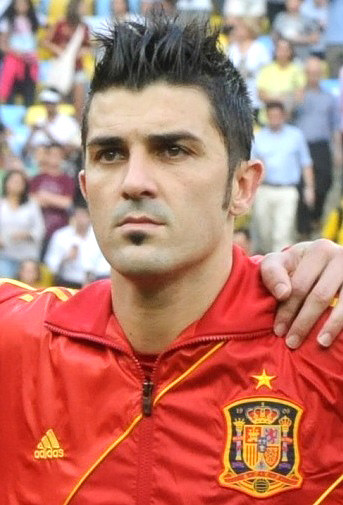
다비드 비야는 총 59골로 스페인 국가대표팀 역사상 최고 득점자로 기록되어 있다.

현역 선수는 강조 표시가 되어있다.
| # | 선수                 | 경력      | 골 | 출장 | 골평균 |
| - | -------------------- | --------- | -- | ---- | ------ |
| 1 | 다비드 비야          | 2005–2017 | 59 | 98   | 0.60   |
| 2 | 라울 곤잘레스        | 1996–2006 | 44 | 102  | 0.43   |
| 3 | 페르난도 토레스      | 2003–2014 | 38 | 110  | 0.35   |
| 4 | 다비드 실바          | 2006–2018 | 35 | 125  | 0.28   |
| 5 | 알바로 모라타        | 2014–     | 30 | 61   | 0.49   |
| 6 | 페르난도 이에로      | 1989–2002 | 29 | 89   | 0.33   |
| 7 | 페르난도 모리엔테스  | 1998–2007 | 27 | 47   | 0.57   |
| 8 | 에밀리오 부트라게뇨  | 1984–1992 | 26 | 69   | 0.38   |
| 9 | 알프레도 디 스테파노 | 1957–1961 | 23 | 31   | 0.74   |
| 9 | 세르히오 라모스      | 2005–2021 | 23 | 180  | 0.13   |

2022년 12월 6일 기준

## 국제대회 기록

### FIFA 월드컵
| FIFA 월드컵 본선 기록   | FIFA 월드컵 본선 기록      | FIFA 월드컵 본선 기록      | FIFA 월드컵 본선 기록      | FIFA 월드컵 본선 기록      | FIFA 월드컵 본선 기록      | FIFA 월드컵 본선 기록      | FIFA 월드컵 본선 기록      | FIFA 월드컵 본선 기록      | FIFA 월드컵 본선 기록      | FIFA 월드컵 예선 기록                 | FIFA 월드컵 예선 기록                 | FIFA 월드컵 예선 기록                 | FIFA 월드컵 예선 기록                 | FIFA 월드컵 예선 기록                 | FIFA 월드컵 예선 기록                 | FIFA 월드컵 예선 기록                 |                  |
| 년도                    | 결과                       | 순위                       | 경기                       | 승                         | 무*                        | 패                         | 득점                       | 실점                       | 승점                       | 경기                                  | 승                                    | 무*                                   | 패                                    | 득점                                  | 실점                                  | 승점                                  |                  |
| ----------------------- | -------------------------- | -------------------------- | -------------------------- | -------------------------- | -------------------------- | -------------------------- | -------------------------- | -------------------------- | -------------------------- | ------------------------------------- | ------------------------------------- | ------------------------------------- | ------------------------------------- | ------------------------------------- | ------------------------------------- | ------------------------------------- | ---------------- |
| 1930년                  | 불참                       | 불참                       | 불참                       | 불참                       | 불참                       | 불참                       | 불참                       | 불참                       | 불참                       | 불참                                  | 불참                                  | 불참                                  | 불참                                  | 불참                                  | 불참                                  | 불참                                  |                  |
| 1934년                  | 8강                        | 5위                        | 3                          | 1                          | 1                          | 1                          | 4                          | 3                          | 4                          | 2                                     | 2                                     | 0                                     | 0                                     | 11                                    | 1                                     | 6                                     |                  |
| 1938년                  | 기권                       | 기권                       | 기권                       | 기권                       | 기권                       | 기권                       | 기권                       | 기권                       | 기권                       | 기권                                  | 기권                                  | 기권                                  | 기권                                  | 기권                                  | 기권                                  | 기권                                  |                  |
| 1950년                  | 결선리그                   | 4위                        | 6                          | 3                          | 1                          | 2                          | 10                         | 12                         | 10                         | 2                                     | 1                                     | 1                                     | 0                                     | 7                                     | 3                                     | 4                                     |                  |
| 1954년                  | 예선 탈락                  | 예선 탈락                  | 예선 탈락                  | 예선 탈락                  | 예선 탈락                  | 예선 탈락                  | 예선 탈락                  | 예선 탈락                  | 예선 탈락                  | 3                                     | 1                                     | 1                                     | 1                                     | 6                                     | 4                                     | 4                                     |                  |
| 1958년                  | 예선 탈락                  | 예선 탈락                  | 예선 탈락                  | 예선 탈락                  | 예선 탈락                  | 예선 탈락                  | 예선 탈락                  | 예선 탈락                  | 예선 탈락                  | 4                                     | 2                                     | 1                                     | 1                                     | 12                                    | 8                                     | 7                                     |                  |
| 1962년                  | 조별리그                   | 12위                       | 3                          | 1                          | 0                          | 2                          | 2                          | 3                          | 3                          | 4                                     | 3                                     | 1                                     | 0                                     | 7                                     | 4                                     | 10                                    |                  |
| 1966년                  | 조별리그                   | 10위                       | 3                          | 1                          | 0                          | 2                          | 4                          | 5                          | 3                          | 3                                     | 2                                     | 0                                     | 1                                     | 5                                     | 2                                     | 6                                     |                  |
| 1970년                  | 예선 탈락                  | 예선 탈락                  | 예선 탈락                  | 예선 탈락                  | 예선 탈락                  | 예선 탈락                  | 예선 탈락                  | 예선 탈락                  | 예선 탈락                  | 6                                     | 2                                     | 2                                     | 2                                     | 10                                    | 6                                     | 8                                     |                  |
| 1974년                  | 예선 탈락                  | 예선 탈락                  | 예선 탈락                  | 예선 탈락                  | 예선 탈락                  | 예선 탈락                  | 예선 탈락                  | 예선 탈락                  | 예선 탈락                  | 5                                     | 2                                     | 2                                     | 1                                     | 8                                     | 6                                     | 8                                     |                  |
| 1978년                  | 조별리그                   | 10위                       | 3                          | 1                          | 1                          | 1                          | 2                          | 2                          | 4                          | 4                                     | 3                                     | 0                                     | 1                                     | 4                                     | 1                                     | 9                                     |                  |
| 1982년                  | 12강                       | 12위                       | 5                          | 1                          | 2                          | 2                          | 4                          | 5                          | 5                          | 자동참가(개최국)                      | 자동참가(개최국)                      | 자동참가(개최국)                      | 자동참가(개최국)                      | 자동참가(개최국)                      | 자동참가(개최국)                      | 자동참가(개최국)                      |                  |
| 1986년                  | 8강                        | 7위                        | 5                          | 3                          | 1                          | 1                          | 11                         | 4                          | 10                         | 6                                     | 4                                     | 0                                     | 2                                     | 9                                     | 8                                     | 12                                    |                  |
| 1990년                  | 16강                       | 10위                       | 4                          | 2                          | 1                          | 1                          | 6                          | 4                          | 7                          | 8                                     | 6                                     | 1                                     | 1                                     | 20                                    | 3                                     | 19                                    |                  |
| 1994년                  | 8강                        | 8위                        | 5                          | 2                          | 2                          | 1                          | 10                         | 6                          | 8                          | 12                                    | 8                                     | 3                                     | 1                                     | 27                                    | 4                                     | 27                                    |                  |
| 1998년                  | 조별리그                   | 17위                       | 3                          | 1                          | 1                          | 1                          | 8                          | 4                          | 4                          | 10                                    | 8                                     | 2                                     | 0                                     | 26                                    | 6                                     | 26                                    |                  |
| 2002년                  | 8강                        | 5위                        | 5                          | 3                          | 2                          | 0                          | 10                         | 5                          | 11                         | 8                                     | 6                                     | 2                                     | 0                                     | 21                                    | 4                                     | 20                                    |                  |
| 2006년                  | 16강                       | 9위                        | 4                          | 3                          | 0                          | 1                          | 9                          | 4                          | 9                          | 12                                    | 6                                     | 6                                     | 0                                     | 25                                    | 5                                     | 24                                    |                  |
| 2010년                  | 우승                       | 1위                        | 7                          | 6                          | 0                          | 1                          | 8                          | 2                          | 18                         | 10                                    | 8                                     | 2                                     | 0                                     | 18                                    | 4                                     | 26                                    |                  |
| 2014년                  | 조별리그                   | 22위                       | 3                          | 1                          | 0                          | 2                          | 4                          | 7                          | 3                          | 6                                     | 6                                     | 0                                     | 25                                    | 5                                     | 24                                    |                                       |                  |
| 2018년                  | 16강                       | 10위                       | 4                          | 1                          | 3                          | 0                          | 8                          | 3                          | 9                          | 10                                    | 9                                     | 1                                     | 0                                     | 36                                    | 3                                     | 28                                    |                  |
| 2022년                  | 16강                       | 13위                       | 4                          | 1                          | 2                          | 1                          | 9                          | 3                          | 5                          | 8                                     | 6                                     | 1                                     | 1                                     | 15                                    | 5                                     | 19                                    |                  |
| 2026년                  | 미정                       | 미정                       | 미정                       | 미정                       | 미정                       | 미정                       | 미정                       | 미정                       | 미정                       | 시작 전                               | 시작 전                               | 시작 전                               | 시작 전                               | 시작 전                               | 시작 전                               | 시작 전                               | 시작 전          |
| 월드컵 100주년() 2030년 | 자동 본선 진출             | 자동 본선 진출             | 자동 본선 진출             | 자동 본선 진출             | 자동 본선 진출             | 자동 본선 진출             | 자동 본선 진출             | 자동 본선 진출             | 자동 본선 진출             | 자동참가(개최국)                      | 자동참가(개최국)                      | 자동참가(개최국)                      | 자동참가(개최국)                      | 자동참가(개최국)                      | 자동참가(개최국)                      | 자동참가(개최국)                      | 자동참가(개최국) |
| 합계                    | 16회 진출(16/22)           | 우승(1회)                  | 74                         | 41                         | 16                         | 17                         | 142                        | 73                         | 139                        | 117                                   | 81                                    | 25                                    | 11                                    | 276                                   | 76                                    | 268                                   |                  |
| 순위                    | FIFA 월드컵 역대 순위: 5위 | FIFA 월드컵 역대 순위: 5위 | FIFA 월드컵 역대 순위: 5위 | FIFA 월드컵 역대 순위: 5위 | FIFA 월드컵 역대 순위: 5위 | FIFA 월드컵 역대 순위: 5위 | FIFA 월드컵 역대 순위: 5위 | FIFA 월드컵 역대 순위: 5위 | FIFA 월드컵 역대 순위: 5위 | 월드컵 예선 승점 순위: 6위 (유럽 2위) | 월드컵 예선 승점 순위: 6위 (유럽 2위) | 월드컵 예선 승점 순위: 6위 (유럽 2위) | 월드컵 예선 승점 순위: 6위 (유럽 2위) | 월드컵 예선 승점 순위: 6위 (유럽 2위) | 월드컵 예선 승점 순위: 6위 (유럽 2위) | 월드컵 예선 승점 순위: 6위 (유럽 2위) |                  |

### UEFA 유럽 축구 선수권 대회
| UEFA 유로 대회 본선 | UEFA 유로 대회 본선                  | UEFA 유로 대회 본선                  | UEFA 유로 대회 본선                  | UEFA 유로 대회 본선                  | UEFA 유로 대회 본선                  | UEFA 유로 대회 본선                  | UEFA 유로 대회 본선                  | UEFA 유로 대회 본선                  | UEFA 유로 대회 본선                  | UEFA 유로 대회 예선      | UEFA 유로 대회 예선      | UEFA 유로 대회 예선      | UEFA 유로 대회 예선      | UEFA 유로 대회 예선      | UEFA 유로 대회 예선      | UEFA 유로 대회 예선      |
| 년도                | 결과                                 | 순위                                 | 경기                                 | 승                                   | 무*                                  | 패                                   | 득점                                 | 실점                                 | 승점                                 | 경기                     | 승                       | 무*                      | 패                       | 득점                     | 실점                     | 승점                     |
| ------------------- | ------------------------------------ | ------------------------------------ | ------------------------------------ | ------------------------------------ | ------------------------------------ | ------------------------------------ | ------------------------------------ | ------------------------------------ | ------------------------------------ | ------------------------ | ------------------------ | ------------------------ | ------------------------ | ------------------------ | ------------------------ | ------------------------ |
| 1960년              | 기권                                 | 기권                                 | 기권                                 | 기권                                 | 기권                                 | 기권                                 | 기권                                 | 기권                                 | 기권                                 | 2                        | 2                        | 0                        | 0                        | 7                        | 2                        | 6                        |
| 1964년              | 우승                                 | 1위                                  | 2                                    | 2                                    | 0                                    | 0                                    | 4                                    | 2                                    | 6                                    | 6                        | 4                        | 1                        | 1                        | 16                       | 5                        | 13                       |
| 1968년              | 예선 탈락                            | 예선 탈락                            | 예선 탈락                            | 예선 탈락                            | 예선 탈락                            | 예선 탈락                            | 예선 탈락                            | 예선 탈락                            | 예선 탈락                            | 8                        | 3                        | 2                        | 3                        | 7                        | 5                        | 11                       |
| 1972년              | 예선 탈락                            | 예선 탈락                            | 예선 탈락                            | 예선 탈락                            | 예선 탈락                            | 예선 탈락                            | 예선 탈락                            | 예선 탈락                            | 예선 탈락                            | 6                        | 3                        | 2                        | 1                        | 14                       | 3                        | 11                       |
| 1976년              | 예선 탈락                            | 예선 탈락                            | 예선 탈락                            | 예선 탈락                            | 예선 탈락                            | 예선 탈락                            | 예선 탈락                            | 예선 탈락                            | 예선 탈락                            | 8                        | 3                        | 4                        | 1                        | 11                       | 9                        | 13                       |
| 1980년              | 조별리그                             | 7위                                  | 3                                    | 0                                    | 1                                    | 2                                    | 2                                    | 4                                    | 1                                    | 6                        | 4                        | 1                        | 1                        | 13                       | 5                        | 13                       |
| 1984년              | 준우승                               | 2위                                  | 5                                    | 1                                    | 3                                    | 1                                    | 4                                    | 5                                    | 6                                    | 8                        | 6                        | 1                        | 1                        | 24                       | 8                        | 19                       |
| 1988년              | 조별리그                             | 6위                                  | 3                                    | 1                                    | 0                                    | 2                                    | 3                                    | 5                                    | 3                                    | 6                        | 5                        | 0                        | 1                        | 14                       | 6                        | 15                       |
| 1992년              | 예선 탈락                            | 예선 탈락                            | 예선 탈락                            | 예선 탈락                            | 예선 탈락                            | 예선 탈락                            | 예선 탈락                            | 예선 탈락                            | 예선 탈락                            | 7                        | 3                        | 0                        | 4                        | 17                       | 12                       | 9                        |
| 1996년              | 8강                                  | 6위                                  | 4                                    | 1                                    | 3                                    | 0                                    | 4                                    | 3                                    | 6                                    | 10                       | 8                        | 2                        | 0                        | 25                       | 4                        | 26                       |
| 2000년              | 8강                                  | 5위                                  | 4                                    | 2                                    | 0                                    | 2                                    | 7                                    | 7                                    | 6                                    | 8                        | 7                        | 0                        | 1                        | 42                       | 5                        | 21                       |
| 2004년              | 조별리그                             | 10위                                 | 3                                    | 1                                    | 1                                    | 1                                    | 2                                    | 2                                    | 4                                    | 10                       | 7                        | 2                        | 1                        | 21                       | 5                        | 23                       |
| 2008년              | 우승                                 | 1위                                  | 6                                    | 5                                    | 1                                    | 0                                    | 16                                   | 3                                    | 16                                   | 12                       | 9                        | 1                        | 2                        | 23                       | 8                        | 28                       |
| 2012년              | 우승                                 | 1위                                  | 6                                    | 4                                    | 2                                    | 0                                    | 14                                   | 1                                    | 14                                   | 8                        | 8                        | 0                        | 0                        | 26                       | 6                        | 24                       |
| 2016년              | 16강                                 | 10위                                 | 4                                    | 2                                    | 0                                    | 2                                    | 5                                    | 4                                    | 6                                    | 10                       | 10                       | 0                        | 0                        | 34                       | 7                        | 30                       |
| 2020년              | 8강                                  | 6위                                  | 5                                    | 3                                    | 2                                    | 0                                    | 14                                   | 2                                    | 11                                   | 10                       | 8                        | 2                        | 0                        | 31                       | 5                        | 26                       |
| 2024년              | 우승                                 | 1위                                  | 7                                    | 7                                    | 0                                    | 0                                    | 15                                   | 4                                    | 21                                   | 8                        | 7                        | 0                        | 1                        | 25                       | 5                        | 21                       |
| 합계                | 12회 진출(12/17)                     | 우승(4회)                            | 52                                   | 29                                   | 13                                   | 10                                   | 84                                   | 42                                   | 100                                  | 133                      | 96                       | 18                       | 19                       | 339                      | 96                       | 306                      |
| 순위                | UEFA 유럽 축구 선수권 대회 순위: 3위 | UEFA 유럽 축구 선수권 대회 순위: 3위 | UEFA 유럽 축구 선수권 대회 순위: 3위 | UEFA 유럽 축구 선수권 대회 순위: 3위 | UEFA 유럽 축구 선수권 대회 순위: 3위 | UEFA 유럽 축구 선수권 대회 순위: 3위 | UEFA 유럽 축구 선수권 대회 순위: 3위 | UEFA 유럽 축구 선수권 대회 순위: 3위 | UEFA 유럽 축구 선수권 대회 순위: 3위 | 유로 예선 승점 순위: 1위 | 유로 예선 승점 순위: 1위 | 유로 예선 승점 순위: 1위 | 유로 예선 승점 순위: 1위 | 유로 예선 승점 순위: 1위 | 유로 예선 승점 순위: 1위 | 유로 예선 승점 순위: 1위 |

### FIFA 컨페더레이션스컵
| FIFA 컨페더레이션스컵 기록 | FIFA 컨페더레이션스컵 기록           | FIFA 컨페더레이션스컵 기록           | FIFA 컨페더레이션스컵 기록           | FIFA 컨페더레이션스컵 기록           | FIFA 컨페더레이션스컵 기록           | FIFA 컨페더레이션스컵 기록           | FIFA 컨페더레이션스컵 기록           | FIFA 컨페더레이션스컵 기록           | FIFA 컨페더레이션스컵 기록           |
| 년도                       | 결과                                 | 순위                                 | 경기                                 | 승                                   | 무*                                  | 패                                   | 득점                                 | 실점                                 | 승점                                 |
| -------------------------- | ------------------------------------ | ------------------------------------ | ------------------------------------ | ------------------------------------ | ------------------------------------ | ------------------------------------ | ------------------------------------ | ------------------------------------ | ------------------------------------ |
| 1992년                     | 진출 실패                            | 진출 실패                            | 진출 실패                            | 진출 실패                            | 진출 실패                            | 진출 실패                            | 진출 실패                            | 진출 실패                            | 진출 실패                            |
| 1995년                     | 진출 실패                            | 진출 실패                            | 진출 실패                            | 진출 실패                            | 진출 실패                            | 진출 실패                            | 진출 실패                            | 진출 실패                            | 진출 실패                            |
| 1997년                     | 진출 실패                            | 진출 실패                            | 진출 실패                            | 진출 실패                            | 진출 실패                            | 진출 실패                            | 진출 실패                            | 진출 실패                            | 진출 실패                            |
| 1999년                     | 진출 실패                            | 진출 실패                            | 진출 실패                            | 진출 실패                            | 진출 실패                            | 진출 실패                            | 진출 실패                            | 진출 실패                            | 진출 실패                            |
| 2001년                     | 진출 실패                            | 진출 실패                            | 진출 실패                            | 진출 실패                            | 진출 실패                            | 진출 실패                            | 진출 실패                            | 진출 실패                            | 진출 실패                            |
| 2003년                     | 진출 실패                            | 진출 실패                            | 진출 실패                            | 진출 실패                            | 진출 실패                            | 진출 실패                            | 진출 실패                            | 진출 실패                            | 진출 실패                            |
| 2005년                     | 진출 실패                            | 진출 실패                            | 진출 실패                            | 진출 실패                            | 진출 실패                            | 진출 실패                            | 진출 실패                            | 진출 실패                            | 진출 실패                            |
| 2009년                     | 준결승                               | 3위                                  | 5                                    | 4                                    | 0                                    | 1                                    | 11                                   | 4                                    | 12                                   |
| 2013년                     | 준우승                               | 2위                                  | 5                                    | 3                                    | 1                                    | 1                                    | 15                                   | 4                                    | 10                                   |
| 2017년                     | 진출 실패                            | 진출 실패                            | 진출 실패                            | 진출 실패                            | 진출 실패                            | 진출 실패                            | 진출 실패                            | 진출 실패                            | 진출 실패                            |
| 합계                       | 2회 진출(2/10)                       | 준우승(1회)                          | 10                                   | 7                                    | 1                                    | 2                                    | 26                                   | 8                                    | 22                                   |
| 순위                       | FIFA 컨페더레이션스컵 역대 순위: 5위 | FIFA 컨페더레이션스컵 역대 순위: 5위 | FIFA 컨페더레이션스컵 역대 순위: 5위 | FIFA 컨페더레이션스컵 역대 순위: 5위 | FIFA 컨페더레이션스컵 역대 순위: 5위 | FIFA 컨페더레이션스컵 역대 순위: 5위 | FIFA 컨페더레이션스컵 역대 순위: 5위 | FIFA 컨페더레이션스컵 역대 순위: 5위 | FIFA 컨페더레이션스컵 역대 순위: 5위 |

### 하계 올림픽
| 하계 올림픽 기록                  | 하계 올림픽 기록 | 하계 올림픽 기록 | 하계 올림픽 기록 | 하계 올림픽 기록 | 하계 올림픽 기록 | 하계 올림픽 기록 | 하계 올림픽 기록 | 하계 올림픽 기록 | 하계 올림픽 기록 |
| 년도                              | 결과             | 순위             | 경기             | 승               | 무*              | 패               | 득점             | 실점             | 승점             |
| --------------------------------- | ---------------- | ---------------- | ---------------- | ---------------- | ---------------- | ---------------- | ---------------- | ---------------- | ---------------- |
| 1900년                            | 불참             | 불참             | 불참             | 불참             | 불참             | 불참             | 불참             | 불참             | 불참             |
| 1904년                            | 불참             | 불참             | 불참             | 불참             | 불참             | 불참             | 불참             | 불참             | 불참             |
| 1908년                            | 불참             | 불참             | 불참             | 불참             | 불참             | 불참             | 불참             | 불참             | 불참             |
| 1912년                            | 불참             | 불참             | 불참             | 불참             | 불참             | 불참             | 불참             | 불참             | 불참             |
| 1920년                            | 은메달           | 준우승           | 5                | 4                | 0                | 1                | 9                | 5                | 12               |
| 1924년                            | 예비라운드       | 17위             | 1                | 0                | 0                | 1                | 0                | 1                | 0                |
| 1928년                            | 8강              | 6위              | 3                | 1                | 1                | 1                | 9                | 9                | 4                |
| 1936년                            | 기권             | 기권             | 기권             | 기권             | 기권             | 기권             | 기권             | 기권             | 기권             |
| 1948년                            | 불참             | 불참             | 불참             | 불참             | 불참             | 불참             | 불참             | 불참             | 불참             |
| 1952년                            | 불참             | 불참             | 불참             | 불참             | 불참             | 불참             | 불참             | 불참             | 불참             |
| 1956년                            | 불참             | 불참             | 불참             | 불참             | 불참             | 불참             | 불참             | 불참             | 불참             |
| 1960년                            | 진출 실패        | 진출 실패        | 진출 실패        | 진출 실패        | 진출 실패        | 진출 실패        | 진출 실패        | 진출 실패        | 진출 실패        |
| 1964년                            | 진출 실패        | 진출 실패        | 진출 실패        | 진출 실패        | 진출 실패        | 진출 실패        | 진출 실패        | 진출 실패        | 진출 실패        |
| 1968년                            | 8강              | 6위              | 4                | 2                | 1                | 1                | 4                | 2                | 7                |
| 1972년                            | 진출 실패        | 진출 실패        | 진출 실패        | 진출 실패        | 진출 실패        | 진출 실패        | 진출 실패        | 진출 실패        | 진출 실패        |
| 1976년                            | 조별리그         | 13위             | 2                | 0                | 0                | 2                | 1                | 3                | 0                |
| 1980년                            | 조별리그         | 10위             | 3                | 0                | 3                | 0                | 2                | 2                | 3                |
| 1984년                            | 진출 실패        | 진출 실패        | 진출 실패        | 진출 실패        | 진출 실패        | 진출 실패        | 진출 실패        | 진출 실패        | 진출 실패        |
| 1988년                            | 진출 실패        | 진출 실패        | 진출 실패        | 진출 실패        | 진출 실패        | 진출 실패        | 진출 실패        | 진출 실패        | 진출 실패        |
| 23세 이하 대표팀 경기로 규칙 변경 |                  |                  |                  |                  |                  |                  |                  |                  |                  |
| 합계                              | 10회 진출(10/26) | 금메달(1회)      | 43               | 22               | 10               | 11               | 65               | 44               | 76               |

### 지중해 게임
| 지중해 게임 기록 | 지중해 게임 기록 | 지중해 게임 기록 | 지중해 게임 기록 | 지중해 게임 기록 | 지중해 게임 기록 | 지중해 게임 기록 | 지중해 게임 기록 | 지중해 게임 기록 | 지중해 게임 기록 |
| 년도             | 결과             | 순위             | 경기             | 승               | 무*              | 패               | 득점             | 실점             | 승점             |
| ---------------- | ---------------- | ---------------- | ---------------- | ---------------- | ---------------- | ---------------- | ---------------- | ---------------- | ---------------- |
| 1951년           | 진출 실패        | 진출 실패        | 진출 실패        | 진출 실패        | 진출 실패        | 진출 실패        | 진출 실패        | 진출 실패        | 진출 실패        |
| 1955년           | 결선리그         | 은메달           | 3                | 2                | 1                | 0                | 6                | 2                | 7                |
| 1959년           | 진출 실패        | 진출 실패        | 진출 실패        | 진출 실패        | 진출 실패        | 진출 실패        | 진출 실패        | 진출 실패        | 진출 실패        |
| 1963년           | 동메달           | 3위              | 5                | 3                | 2                | 0                | 15               | 5                | 11               |
| 1967년           | 동메달           | 3위              | 6                | 2                | 2                | 2                | 7                | 7                | 7                |
| 1971년           | 불참             | 불참             | 불참             | 불참             | 불참             | 불참             | 불참             | 불참             | 불참             |
| 1975년           | 불참             | 불참             | 불참             | 불참             | 불참             | 불참             | 불참             | 불참             | 불참             |
| 1979년           | 불참             | 불참             | 불참             | 불참             | 불참             | 불참             | 불참             | 불참             | 불참             |
| 1983년           | 불참             | 불참             | 불참             | 불참             | 불참             | 불참             | 불참             | 불참             | 불참             |
| 1987년           | 불참             | 불참             | 불참             | 불참             | 불참             | 불참             | 불참             | 불참             | 불참             |
| 1991년           | 불참             | 불참             | 불참             | 불참             | 불참             | 불참             | 불참             | 불참             | 불참             |
| 1993년           | 불참             | 불참             | 불참             | 불참             | 불참             | 불참             | 불참             | 불참             | 불참             |
| 1997년           | 준결승           | 4위              | 4                | 1                | 1                | 2                | 2                | 4                | 4                |
| 2001년           | 진출 실패        | 진출 실패        | 진출 실패        | 진출 실패        | 진출 실패        | 진출 실패        | 진출 실패        | 진출 실패        | 진출 실패        |
| 2005년           | 금메달           | 우승             | 5                | 4                | 1                | 0                | 11               | 2                | 13               |
| 2009년           | 금메달           | 우승             | 4                | 3                | 1                | 0                | 9                | 4                | 10               |
| 2013년           | 불참             | 불참             | 불참             | 불참             | 불참             | 불참             | 불참             | 불참             | 불참             |
| 2018년           | 자동진출(개최국) | 자동진출(개최국) | 자동진출(개최국) | 자동진출(개최국) | 자동진출(개최국) | 자동진출(개최국) | 자동진출(개최국) | 자동진출(개최국) | 자동진출(개최국) |
| 합계             | 7회 진출(7/18)   | 금메달(2회)      | 27               | 15               | 8                | 4                | 50               | 24               | 53               |

출처: RSSSF

## 같이 보기
- 티키타카
- 트레블
- 더블
- 큰 북의 마놀로

### 남자
- 스페인 축구 국가대표팀
- 스페인 U-23 축구 국가대표팀
- 스페인 U-21 축구 국가대표팀
- 스페인 U-20 축구 국가대표팀
- 스페인 U-19 축구 국가대표팀
- 스페인 U-18 축구 국가대표팀
- 스페인 U-17 축구 국가대표팀
- 스페인 U-16 축구 국가대표팀
- 스페인 U-15 축구 국가대표팀

### 여자
- 스페인 여자 축구 국가대표팀
- 스페인 여자 U-23 축구 국가대표팀
- 스페인 여자 U-20 축구 국가대표팀
- 스페인 여자 U-19 축구 국가대표팀
- 스페인 여자 U-17 축구 국가대표팀